# Vivero
Vivero (oficialmente en gallego: Viveiro) es un municipio y una ciudad española, situado en la provincia de Lugo, en la comunidad autónoma de Galicia. Asimismo, está situado dentro de la comarca de La Mariña Occidental, de la cual es su capital. En ella encuentra su sede el partido judicial número 6 de la provincia.
Su término municipal está ubicado en la región costera conocida como La Mariña, ocupando una superficie de 109,3 km². Este territorio se sitúa en el valle formado por el río Landro, que extiende por el sur desde los piedemontes de la sierra del Gistral, y que desemboca al norte en la ría de Vivero, que es una de las rías pertenecientes a la región de las Rías Altas, que desembocan al mar Cantábrico.
Con 15 615 habitantes —7982 mujeres y 7633 hombres, según el censo del INE de 2016— Vivero es el tercer municipio más poblado de la provincia, por detrás de Lugo y de Monforte de Lemos, y por encima de Villalba. A su vez, es el término municipal más poblado de la comarca, así como el centro de influencia de los municipios limítrofes. La población se concentra en tres núcleos principales: Vivero, Covas y Cillero, aunque el crecimiento urbanístico tiende a la unificación de los tres núcleos.
Los primeros asentamientos en la zona de Vivero datan de la Edad del Hierro, como lo atestiguan los numerosos yacimientos arqueológicos castrexos existentes. A partir de los siglos XII y XIII, Vivero empezó a tomar especial relevancia, con la pujanza de la villa medieval.
Vivero dispone de un variado catálogo patrimonial, en el que destacan sus monumentos históricos de tipo civil y religioso, su patrimonio artístico-cultural y su patrimonio natural. Asimismo, sus diversas festividades de interés turístico atraen numerosos visitantes a la ciudad, entre la que destaca la Semana Santa de Vivero, considerada como Fiesta de Interés Turístico Internacional, así como la Rapa das Bestas de Candaoso y la Romería de Naseiro, estando estas dos últimas consideradas como Fiestas de Interés Turístico Nacional.

## Toponimia

### Etimología
El topónimo Vivero procede del idioma latín, en el que se refería a Vivero como Vivarium. Desde un punto de vista etimológico, Vivarium se refiere a un terreno donde se cultivan árboles y plantas, o también un lugar donde se mantienen o se crían, dentro del agua, peces, moluscos y otros animales. Con el paso de los siglos, este topónimo latino se fue transformando en Vivario, Vivairo, Viveiro y Vivero.
Sin embargo, hay otros historiadores, como Boulet,[cita requerida] que considera que el nombre Vivero no procede del latín sino de las lenguas célticas, siendo una composición de las palabras Bi (montaña) y Ber (empinada), teoría que se refuerza al estar la localidad en la falda de montañas empinadas. Asimismo, en escritos antiguos, se escribía con frecuencia Vivero mediante las variaciones, Bibero, Bivero y Vibero.
Aunque en el idioma español está recogido que esta localidad se conoce como Vivero, su denominación oficial es, en gallego, Viveiro desde 1983. Fue propuesto por la Comisión de Toponimia de Galicia.

### Gentilicios
Debido a la cooficialidad del idioma español y del idioma gallego, existen varias formas de referirse a los habitantes de Vivero. La forma «vivariense», es la forma culta, que procede del latín, Vivarium. También se emplea la forma «viveirense», que procede del topónimo oficial Viveiro. Y por último, existe una tercera forma, «viveirés», que es la que se emplea en el gallego.

## Símbolos

### Títulos
Vivero ostenta la categoría histórica de ciudad, con los títulos de «Muy Noble y Muy Leal» y con tratamiento de «Excelencia» para su ayuntamiento. El ayuntamiento de Vivero, en sesión del 18 de junio de 1891, solicitó al ministro de Gobernación la concesión del título de ciudad y el tratamiento de «Excelencia» para el ayuntamiento, basando esta súplica:

[...]en los notables hechos que registra la historia de Vivero y en los eminentes servicios que a la Patria y a la Monarquía prestó esta antigua e importante villa real.

El 30 de junio de 1891, la reina regente María Cristina, accedió a la petición título de ciudad y tratamiento de Excelencia, por medio de un Real Decreto promulgado en la citada fecha en Aranjuez, títulos que todavía conserva.

### Escudo
El escudo heráldico municipal de Vivero se compone de los siguientes elementos:

El escudo Vivero trae por armas, en el campo de gules, un puente de plata de cinco arcos, mazonado de sable, sostenido de fajado-ondeado de plata y azur, y sumado de león de oro coronado de lo mismo, y acompañado de cinco custodias de oro, con la sagrada forma de plata, puestas tres en jefe y una en cada flanco. Al timbre, corona real cerrada.
E. Chao Espina

La más antigua representación de estas armas (pero sin corona) está esculpida en el Castillo del Puente o Puerta de Carlos V, monumento de arte plateresco cuya construcción se terminó en el año 1554. En este edificio, las armas del emperador Carlos V están acompañadas a la derecha por la de Galicia, y a su izquierda por las de Vivero.

### Bandera
La bandera municipal de Vivero se compone de seis franjas horizontales de 1/6 de ancho e igual ancho entre sí. Sus colores son el azul y el blanco, siendo la primera franja de la parte superior en color azul. Su diseño es igual que el de la provincia marítima de Lugo, ya que siglos antes se conocía como la provincia marítima de Vivero, aunque el tono del azul es más claro en la bandera vivariense.

## Geografía
El término municipal de Vivero se encuentra situado en el noroeste de la península ibérica. Está ubicado en la comarca de La Mariña Occidental, situado al norte de la comunidad autónoma de Galicia. Limita al norte con el mar Cantábrico, al sur con los municipios de Orol y Valle de Oro, al este con Jove y al oeste con el de Vicedo. Su término municipal abarca una superficie de 109,3 km² y está representado en las hojas 2, 8 y 9 del Mapa Topográfico Nacional.
| Noroeste: Vicedo y la Ría de Vivero | Norte: Ría de Vivero (desemboca en el Mar Cantábrico) | Noreste: Jove y la Ría de Vivero   |
| Oeste: Vicedo                       |                                                       | Este: Jove                         |
| Suroeste: Vicedo y Orol             | Sur: Orol                                             | Sureste: Jove, Orol y Valle de Oro |

### Orografía

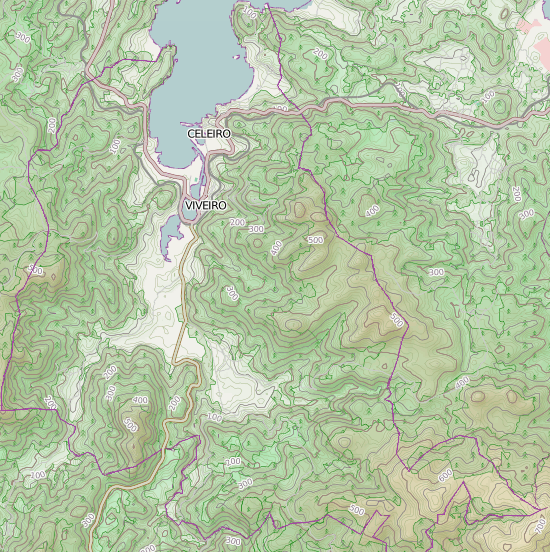
Mapa topográfico del término municipal de Vivero, según datos de OpenStreetMap

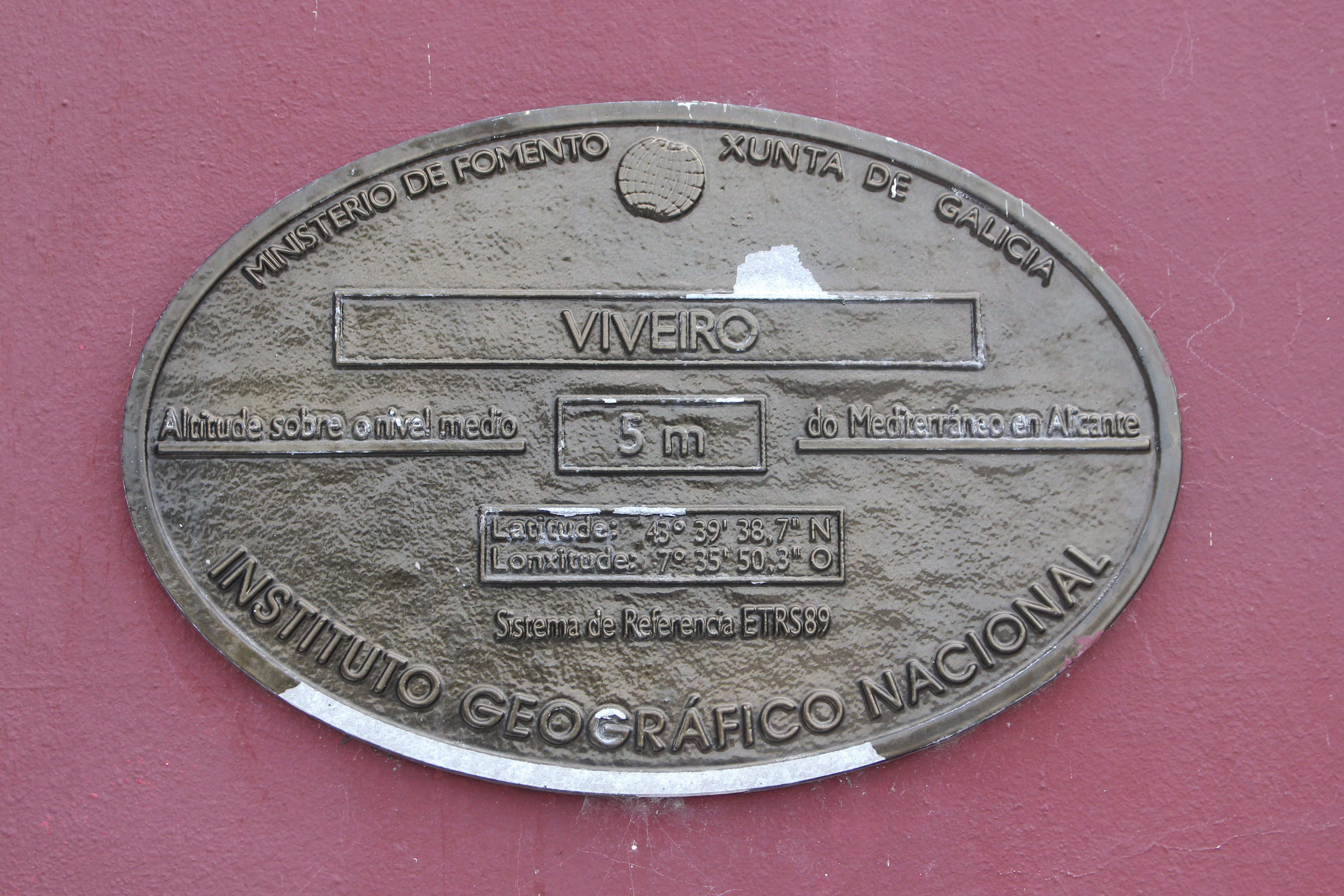
Placa de la altitud sobre el nivel del mar en Vivero, según el sistema de referencia ETRS89

El eje central del municipio de Vivero es una falla terciaria que tiene origen en Tierra Llana con dirección sursuroeste - nornoroeste y orienta de este modo el valle del Landro y la Ría de Vivero. A la izquierda de este eje el relieve es muy accidentado, situándose las cumbres de Penedo do Galo (551 m) y Cruz do Pao da Vella, punto más alto del municipio –en partición con otros cuatro ayuntamientos– con 702 m s. n. m. En el límite con Vicedo, se parte de una superficie llana de unos 500 m de altitud. Desde aquí se desciende de forma rápida hacia el valle por la acción de los ríos. El descenso es rápido en las proximidades de la ría hasta la punta Insua.
El sector oriental presenta un relieve diferente al del otro lado del valle, debido al sustrato rocoso a base de granitos.

### Geodesia
La geodesia de Vivero viene resumida en la siguiente tabla, en la que se recogen los diferentes vértices que se encuentran ubicados dentro del término municipal, indicándo la altitud de los mismos.
| Término municipal | Punto geodésico | Altitud | Número | Hoja MTN |
| ----------------- | --------------- | ------- | ------ | -------- |
| Vivero            | Penedo          | 524,937 | 889    | 8        |
| Vivero            | O Castelo       | 551,249 | 866    | 8        |

### Tectónica
El término municipal de Vivero se encuentra atravesado por la falla, de 142 kilómetros de longitud, conocida como «Falla de Vivero», formada en el periodo Cámbrico. Esta falla delimita dos dominios paleogeográficos: la antiforma conocida como Ollo do Sapo de la zona Centroibérica, al oeste, y el dominio de Mondoñedo de la zona Asturoccidental-Leonesa al este. A pesar de que es una falla activa, esta no produce movimientos sismográficos perceptibles por el ser humano en el municipio, ya que sus epicentros se registran en el interior de la comunidad autónoma, y rara vez alcanzan el grado 3 en la escala de Richter.

### Hidrografía

Mapa de Galicia señalando la cuenca hidrogáfica de la ría de Vivero

El término municipal de Vivero se encuentra a la vertiente cantábrica. Es cruzado de sur a norte por el río Landro y sus ríos afluyentes, así como numerosos arroyos de corto recorrido y acusado estiaje que desembocan en la ría de Vivero. El río Landro tiene una longitud total de 42 kilómetros y una cuenca de 268 km². Nace en la parroquia de Viveiró, en el municipio de Muras, a 880 metros de altitud. Su curso alto discurre por bosques de la sierra del Gistral. Al llegar a la ciudad de Vivero desemboca entre la playa de Covas y el puerto de Cillero. En su desembocadura, el Landro forma un pequeño humedal.
La ría sufrió la acción de la mano del hombre en muchas ocasiones. Ejemplos de esto se pueden encontrar en el muelle del puerto de Cillero, en el canal dragado para acceder a Vivero y sobre todo en los numerosos rellenos para ganar terreno al mar.

### Costa

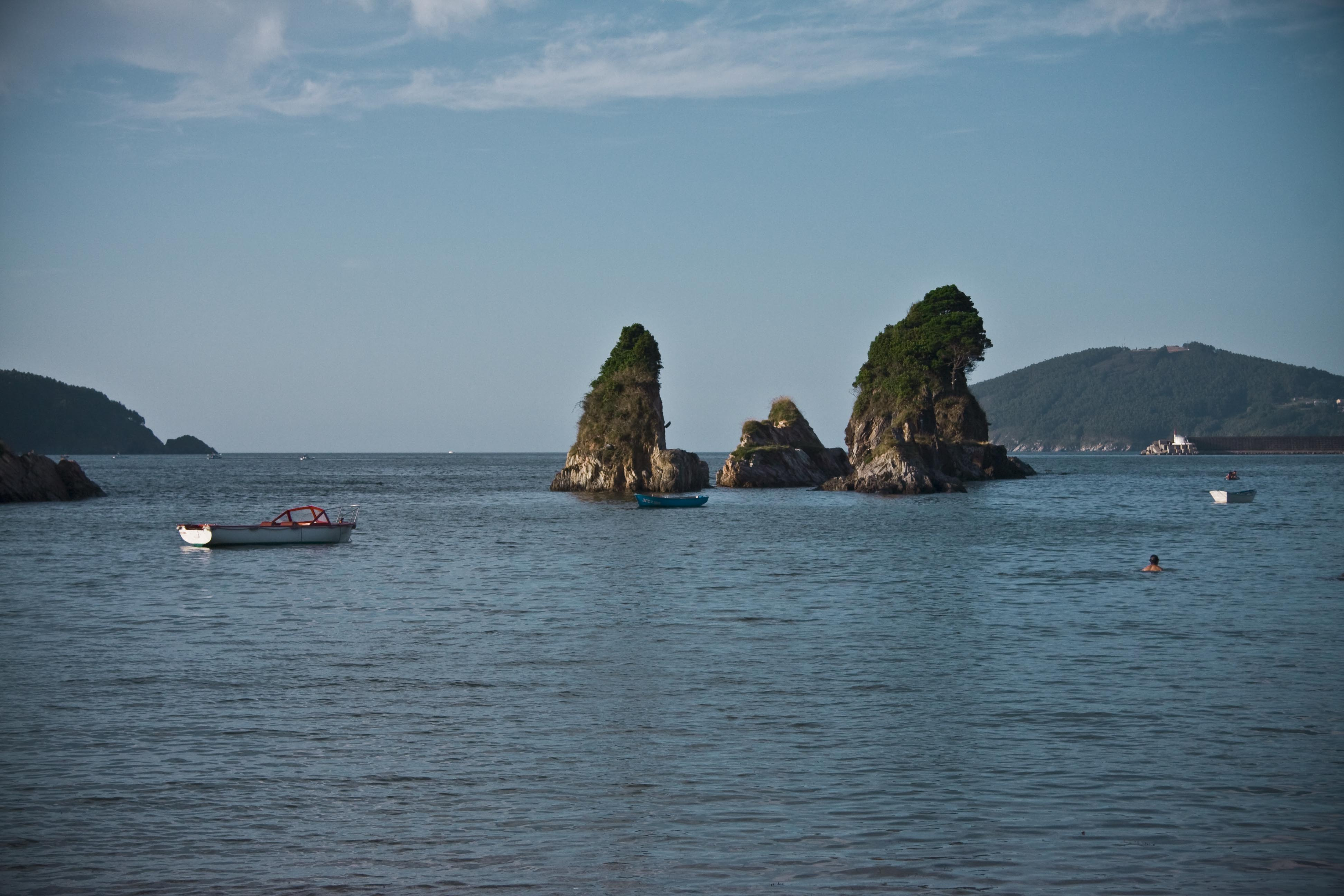
Las rocas conocidas como Os Castelos, al final de la playa de Covas

En el litoral del municipio de Vivero existen cinco playas, las cuales tienen dimensiones y ocupación diferentes en función de sus características y el entorno donde están situadas. Las de mayor ocupación son las playas de Sacido, Covas y Área Penal.
- Playa de Sacido: Es una playa semiurbana con un grado medio de ocupación de 280 m de longitud, dotada de paseo marítimo y de aguas tranquilas con vigilancia y seguridad en la temporada estival.
- Playa de Seiramar: playa semiurbana con escasos servicios disponibles, de 200 m de longitud, dotada de paseo marítimo, con oleaje moderado pero carece de servicios de seguridad y salvamento.
- Playa de Covas: Es la playa de Vivero, que goza de instalaciones y servicios, de 2100 m de longitud y de alta ocupación en la temporada estival, dotada de paseo marítimo, de aguas tranquilas, con equipos de salvamento y seguridad y acceso para minusválidos. En la parte occidental de la playa hay unas rocas sobresalientes conocidas como Os Castelos. En estas rocas se levanta un monumento dedicado al recuerdo de la fragata Santa María Magdalena y del bergantín Palomo que naufragaron juntos en una noche de terrible temporal, el año 1810 causando más de 500 víctimas.[27] Cuando él se enfurece y se acompaña de grandes resacas y descarna la playa, deja ver los restos de aquellos navíos. Restos del naufragio adornan algunos rincones de la ciudad: cañones en el parque de Pernas Peón, junto a la playa de Covas, y anclas en alguna plaza del casco urbano, y en el propio monumento de Os Castelos.

- Playa de Area: playa extensa muy frecuentada por el turismo, de 1700 m de longitud, semiurbana, dotada de paseo marítimo, con acceso para minusválidos, de oleaje mediano y con servicios de seguridad y savamento. Tiene concedida la bandera azul.
- Playa de Portonovo: playa de rocas con difícil acceso y carente de arena fina, de 260 m de longitud, aislada, con un nivel bajo de ocupación, de oleaje moderado y carece de servicios de seguridad y salvamento.

### Flora
En el término municipal de Vivero podemos encontrar una variedad en cuanto a su flora, en el que está presente un hábitat de bosque galaico-asturiano o Blechno spicanti-Quercetum roboris.
No obstante, debido a la acción humana, en él destacan las repoblaciones masivas de eucaliptos, de la especie azul (Eucalyptus globulus), así como de la especie brillante (Eucalyptus nitens). Junto al eucalipto, el otro gran género existente es el de las coníferas, de las cuales podemos encontrar las especies de pino silvestre (Pinus sylvestris), pino marítimo (Pinus pinaster) y pino insigne (Pinus radiata). Este predominio del eucalipto y del pino en Vivero, viene fuertemente marcado por el aprovechamiento de los mismos por parte de la industria forestal.
En cuanto al bosque autóctono, en Vivero, también se encuentran robledales, en los que aparecen especies como el roble común (Quercus robur), el roble albar (Quercus petraea), así como otras frondosas como el fresno (Fraxinus excelsior), el arce blanco (Acer pseudoplatanus), el abedul (Betula pendula), el castaño (Castanea sativa) o el acebo (Ilex aquifolium). En las especies no arbóreas son frecuentes las ortigas (Urtica dioica), las zarzas (Rubus ulmifolius) y los helechos (Pteridium aquilinum).

### Fauna
Entre las especies más comunes en Vivero, destacan el corzo (Capreolus capreolus), el jabalí (Sus scrofa), la perdiz común (Alectoris rufa), el salmón (Salmo salar), la trucha (Salmo trutta), o la anguila (Anguilla anguilla).
También en Vivero hay especies invasoras, como la trucha arco iris (Oncorhynchus mykiss) o el gorgojo del eucalipto (Gonipterus scutellatus).
Desde el 2021 la presencia del lobo en zonas habitadas se ha vuelto habitual. Se han producido ataques a animales domésticos y a reses ganaderas.[cita requerida]

### Clima
El clima de Vivero se caracteriza por la suavidad y la pluviosidad, como corresponde al clima oceánico. La temperatura media anual supera los 14°, mientras que la oscilación térmica es débil (10°), como resultado de un suave invierno y de temperaturas moderadas en verano.
En el municipio de Vivero, existen dos estaciones meteorológicas para la toma de datos sobre el clima, la de Borreiros y la de Penedo do Galo, ambas controladas por MeteoGalicia.
| Parámetros climáticos promedio de Vivero | Parámetros climáticos promedio de Vivero | Parámetros climáticos promedio de Vivero | Parámetros climáticos promedio de Vivero | Parámetros climáticos promedio de Vivero | Parámetros climáticos promedio de Vivero | Parámetros climáticos promedio de Vivero | Parámetros climáticos promedio de Vivero | Parámetros climáticos promedio de Vivero | Parámetros climáticos promedio de Vivero | Parámetros climáticos promedio de Vivero | Parámetros climáticos promedio de Vivero | Parámetros climáticos promedio de Vivero | Parámetros climáticos promedio de Vivero |
| Mes                                      | Ene                                      | Feb                                      | Mar                                      | Abr                                      | May                                      | Jun                                      | Jul                                      | Ago                                      | Sep                                      | Oct                                      | Nov                                      | Dic                                      | Anual                                    |
| ---------------------------------------- | ---------------------------------------- | ---------------------------------------- | ---------------------------------------- | ---------------------------------------- | ---------------------------------------- | ---------------------------------------- | ---------------------------------------- | ---------------------------------------- | ---------------------------------------- | ---------------------------------------- | ---------------------------------------- | ---------------------------------------- | ---------------------------------------- |
| Temperatura máxima media (°C)            | 13,8                                     | 14,3                                     | 16,1                                     | 16,6                                     | 19,1                                     | 21,4                                     | 23,3                                     | 24                                       | 22,5                                     | 19,6                                     | 16,2                                     | 14,4                                     | 18,4                                     |
| Temperatura media diaria (°C)            | 9,7                                      | 10,1                                     | 11,7                                     | 12,4                                     | 14,9                                     | 17,2                                     | 19,0                                     | 19,6                                     | 17,8                                     | 15,2                                     | 12,1                                     | 10,4                                     | 14,2                                     |
| Temperatura mínima media (°C)            | 5,5                                      | 5,7                                      | 7,3                                      | 8,1                                      | 10,6                                     | 13,1                                     | 14,8                                     | 15,2                                     | 13,1                                     | 10,7                                     | 8,0                                      | 6,3                                      | 9,9                                      |
| Precipitaciones (mm)                     | 136,0                                    | 104,4                                    | 83,2                                     | 115,6                                    | 84,3                                     | 47,6                                     | 39,8                                     | 41,2                                     | 73,1                                     | 124,2                                    | 138,3                                    | 157,5                                    | 1145,1                                   |
| Fuente: MeteoGalicia                     |                                          |                                          |                                          |                                          |                                          |                                          |                                          |                                          |                                          |                                          |                                          |                                          |                                          |

### Espacios naturales

#### Souto da Retorta

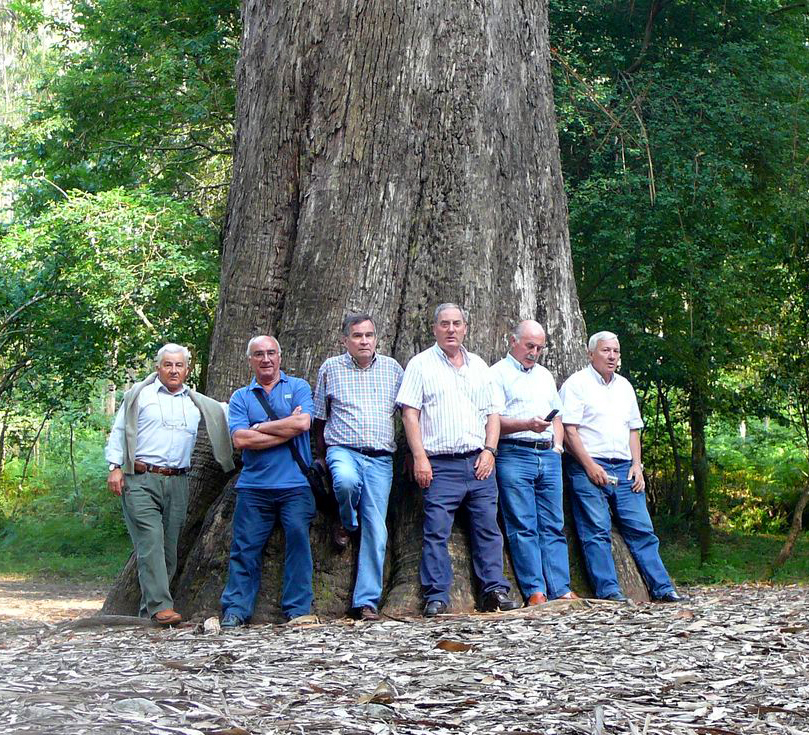
El eucalipto conocido como «O Avó». Se puede observar el grosor del ejemplar comparado con las seis personas que están apoyadas sobre el árbol

El Souto da Retorta, también conocido como eucaliptal de Chavín, es un pequeño paraje natural de 3,2 hectáreas, situado en la margen derecha del río Landro. Pertenece a la Red Gallega de Espacios Protegidos y en el año 2000 fue declarado monumento natural. Los eucaliptos de este paraje fueron plantados entre los años 1880 y 1912 para ayudar en el drenaje de los terrenos bajos encharcados por los arroyos del Landro. Entre toda la masa arbórea presente en este espacio protegido, cabe destacar un eucalipto de la especie globulus, conocido como "O Avó" (en gallego, "El Abuelo"). Aunque no es el ejemplar más alto de este conjunto, es el más sobresaliente por su grosor y por ser el más anciano de este paraje. Fue plantado en 1880, alcanza los 67 metros de altura, tiene 10,5 metros de perímetro en su base y un volumen de 75,2 metros cúbicos. Es considerado el árbol más grande de España.

#### Islas

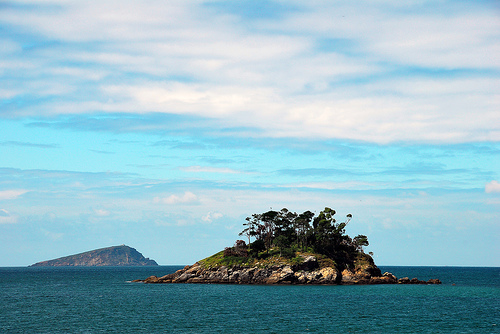
Isla de Area

La Isla de Area, o Isla de la Insua de Area, es un islote situado en plena ría de Vivero, enfrente de la playa homónima. Tiene una característica orografía abigarrada cubierta de verde y con una arboleda de viejos pinos y eucaliptos. En el pasado era muy frecuentada por campistas, actividad hoy prohibida. Llegó a estar habitada estacionalmente durante el verano (pese a su reducido tamaño), por eso se conservan todavía las ruinas de algunas casas. El islote se despobló a mediados del siglo XX.

#### Áreas recreativas

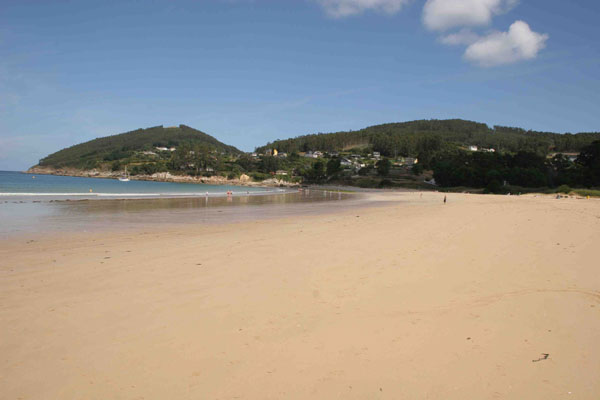
El monte Faro visto desde la playa de Área

Desde lo alto de dos montes de fácil acceso se pueden dominar vistas de gran interés:
- Mirador de San Roque, al cual se accede desde la misma ciudad de Vivero; la carretera para subir empieza cerca del cementerio. Está asfaltada y bien trazada y en su tramo final se bifurca en dos, un tramo para subir y otro para bajar. Desde lo alto se domina la ciudad, la ría y el barrio de Covas.

- Mirador de Monte Faro, en la costa, hacia el este, dominando la playa de Area, y el mar Cantábrico.

## Historia
Abundantes yacimientos arqueológicos y testimonios históricos hablan a las claras de la importancia que alcanzaron los asentamientos celtas y romanos. Se cree que esta ciudad fue la antigua Flavia Lambris, pero no existen documentos que lo atestigüen claramente. Existió una ciudad romana en este enclave, pues se han encontrado vestigios de aquel pueblo y una calzada que llega hasta una de las puertas de la muralla. Existe la leyenda de que hubo antiguamente en este lugar una ciudad llamada Estabañón, en la actual parroquia de Faro, que fue devorada por una terrible marea, leyenda que se ha visto reforzada por la aparición de restos arqueológicos en la citada parroquia.

### Edad Media

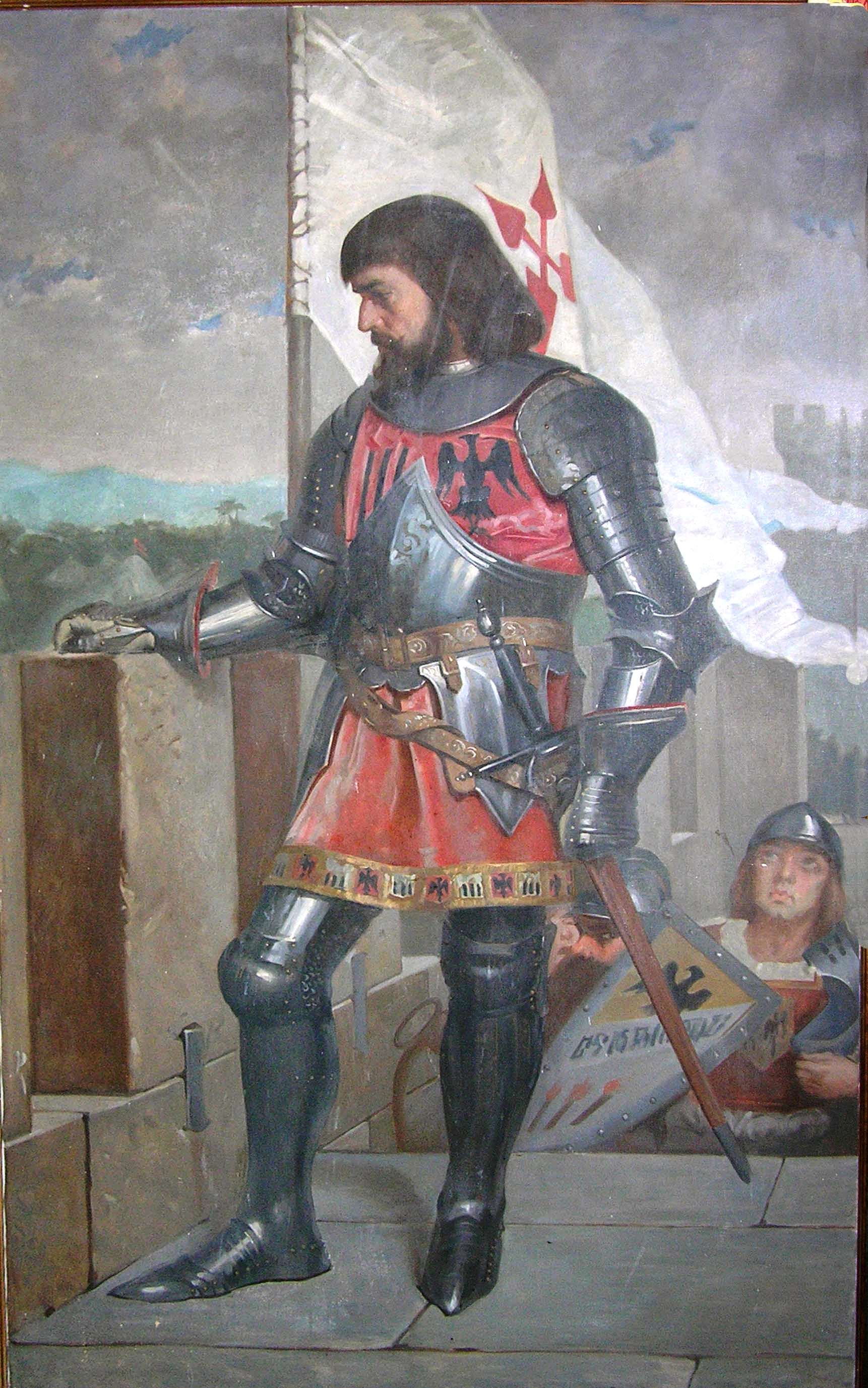
El mariscal Pero Pardo de Cela

La villa de Vivero se denominó en la antigüedad Concejo de la Puente de Vivario, por el puente construido durante la dominación romana. La llegada de la invasión árabe destruyó la villa, pero pronto fue reconquistada. El rey Don Pelayo premió a Vivero por los servicios prestados en la Reconquista concediendo grandes privilegios, dejando a la villa "en guardia y custodia" de cuatro hombres, fundadores de los linajes vivarienses: Páez de Cora, Alfeirán, Vizoso y Gallo.
Hacia el año 844, la población de Vivero sufre diversos ataques por parte de vikingos, al menos en tres ocasiones. Sobre estos hechos, también se relata la leyenda del Obispo de Mondoñedo, San Gonzalo, del que se dice que logró hundir las naves vikingas y a su tripulación apelando a la intervención divina.
En los siglos XII y XIII se configura propiamente la villa de Vivero, tal como la entendemos en la actualidad. El desarrollo económico experimentado en esta época se prolongó a lo largo de los siglos XIV y XV, quedando acreditada su pujanza por el carácter gremial de algunas de sus más antiguas calles, como la pescadería o la zapatería, por ejemplo, que revela el característico perfil social y económico de las poblaciones medievales.

#### De villa de señorío a villa de realengo
La documentación histórica más antigua que se conserva es del siglo XII, del año 1112, cuando la reina Doña Urraca I de León (a quien su padre el rey Alfonso VI otorgó el condado de Galicia), concedió el señorío del entonces burgo al obispo de Mondoñedo, Nuño Alfonso.

«[...]para que vos el Obispo D. Munio, y todos vuestros sucesores, y los Clérigos que hubiere en la Iglesia Valibriense, las gocen para siempre, y por esta donación se libren de las persecucciones que han padecido por los Condes e Intendentes.»

El hijo de Doña Urraca, el rey Don Alfonso VII de León, delimitaría por primera vez el territorio perteneciente al señorío de Vivero, mediante un escrito publicado en Palencia a 10 de julio de 1128. De este señorío formaban parte además del municipio de Vivero, los que posteriormente se convertirían en los de Vicedo, Orol, Jove, Cervo y Burela:

«De Torrentes usque ad aquam de Lacu post partem Regis: S. Maria de Burela, S. Maria de Cerbo, S. Maria de Liario, S. Jacobus de Sargadelos, S. Romanus, S. Martinus de Rua, S. Julianus de Castelo et tres heremitas: S. Euphemia, S. Salvator de Liario et Sanctus Cyprianus.
In terra de Vivario, post partem Sedis: S. Stephanus de Valle, S. Romanus de Valle, S. María de Suevos, S. Johannes de Cova, S. Maria de Gualdo, S. Julianus de Landrove, S. Eulalia de Mirel, S. María de Aurol et quator heremitas: S. Julianus de Cataron, S. Michael de Souto et S. Michael de Sauro et Insula Mirandi.
 Post Partem Regis: S. Jacobus de Cellario, S. Maria de Magazos, S. Petrus de Vivario, S. Stephanus de Valcarria, S. Maria de Chavin, S. Andreas de Fontana, S. Petrus de Melvis, S. Maria de Seserit et duas heremitas: Cajoto et Juncaria.»

Los habitantes de Vivero mostraron su rechazo al señorío, entablando una pugna con el obispado que duró casi dos siglos. Ante las continuas luchas, el rey Don Alfonso IX de León tuvo que mediar en la disputa entre los habitantes de Vivero y el obispo, obligando a ampararse y ayudarse mutuamente. No obstante, el monarca estipuló que los derechos y calumnias se repartiesen entre la Casa de Borgoña, el obispo de Mondoñedo y la alcaldía vivariense, mientras que los pedidos de maravedíes, portazgos y otras ganancias se repartiesen por igual entre el monarca y el obispo. Este dictado fue también mantenido por su sucesor, Fernando III el Santo, quien lo confirmó en febrero de 1252.
Tras una breve etapa en calma, los habitantes de Vivero volvieron a rebelarse contra el obispo de Mondoñedo. El obispo don Álvaro Gómez dio cuenta de ello a la justicia, que dictó en el año 1287 una sentencia en contra de los vivarienses. Finalmente, en el año 1346 el rey Alfonso XI de Castilla le concedió la condición de realengo, conservando únicamente los obispos un tributo anual de dieciocho reales por la carga y descarga de mercancías de los navíos en el puerto de Vivero.

#### Guerra Irmandiña en Vivero
Durante la segunda mitad del siglo XV, Vivero fue escenario de la guerra civil existente entre nobleza y vasallos de Galicia, conocida como Guerra Irmandiña. Dentro de estas revueltas, destacó la figura de Pero Pardo de Cela. Pardo de Cela llegó a ser alcalde de la villa, como recompensa a su apoyo a Isabel la Católica en la lucha al trono contra la pretendiente, Juana la Beltraneja. Sin embargo, acabaría por encabezar una rebelión contra la realeza, lo que llevaría en el año 1476 a su destitución de la alcaldía por parte de los Reyes Católicos. En el año 1478 es expulsado de Vivero, refugiándose en el castillo da Frouxeira, donde se enfrentó a Fernando de Acuña, quien lo acabaría ejecutando.

### Edad Moderna
En la Edad Moderna, Vivero era una villa poseedora de riqueza e importancia, en la que se dedicaba el cultivo del lino, la fabricación de lienzos, el cultivo de viñedos y frutos, además de disponer de una importante actividad comercial marítima. Al estar situada esta ciudad en el estuario de un río, el Landro, fue desde sus comienzos un puerto comercial de gran actividad cuyo apogeo se dio en el siglo XVI. El puerto de Vivero estaba destinado a barcos de poco calado que quedan en seco al descender la marea. Sin embargo contaba con Capitanía, talleres de reparación y otro tipo de servicios.

### Edad Contemporánea
El inicio del siglo XIX viene marcado por la ocupación de la península ibérica por parte de las tropas napoleónicas durante la guerra de la Independencia española. Vivero no se vio libre de tal invasión. En la mañana del 28 de enero de 1809 llegan 74 dragones bajo las órdenes del comandante Marssan, que procedían de Mondoñedo. El 2 de febrero de 1809 fueron reforzadas por 400 voltigeurs, que ocupan el convento de San Francisco. Una vez allí, mandó convocar en la iglesia de Santa María del Campo a todas las autoridades civiles, eclesiásticas y militares, para prestar juramento de fidelidad y obediencia al «legítimo soberano D. José Napoleón, Rey de las Españas y de las Indias». Pero las pretensiones francesas no pudieron llevarse a cabo pues en la tarde del día 7 de febrero, se reúnen en el campo de la feria de Galdo, más de cinco mil hombres. Atacando al enemigo durante las primeras horas de la madrugada del día 8 de febrero, causando varias bajas y haciendo prisioneros a cuarenta franceses. Pero el día 18 de febrero, un batallón, al mando del general Maurice Mathieu Bardel, atacó Vivero, acabando con la insurrección popular.
Con la Constitución de las Cortes de Cádiz, en 1812, se terminan las antiguas jurisdicciones y señorías y surgen los nuevos ayuntamientos. En una lista de nuevos ayuntamientos publicados en 1835 aparecen los ayuntamientos de Vivero y de Galdo, pasando años más tarde a formar parte de uno solo.
En el siglo XIX se añadieron las importantes fábricas de salazones. En este mismo siglo XIX, Vivero gozó de una intensa vida cultural, impulsada por el poeta y político de la época Nicomedes Pastor Díaz, considerado por sus contemporáneos como el príncipe del romanticismo hispánico.

#### Actividad minera en la Silvarosa

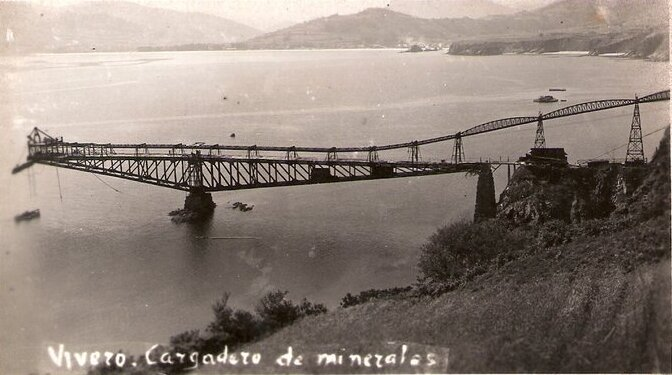
Cargadero de la mina de la Silvarosa, situado en la Insua

A finales del siglo XIX, también empezó a tomar importancia la actividad minera, con la extracción de hierro en la llamada mina de la Silvarosa, por parte de empresarios procedendes de Alemania. Estos fundaron la empresa The Vivero Iron Ore Co. Ltd., para hacerse con los derechos de explotación de la mina de la Silvarosa. Los trabajos preparatorios de la mina empezaron en el año 1893, aunque no sería hasta el 20 de diciembre de 1899 cuando el primer barco mercante zarpase del cargadero de la Insua en Vivero con rumbo a Alemania.

### SigloXX
En septiembre de 1911, la ciudad celebra el primer centenaro del que fue príncipe del romanticismo español, Nicomedes Pastor Díaz. Con tal onomástica, acudieron al acto Manuel Murguía, Parga Sanjurjo, y entre los oradores también estuvo presente Antonio Villar Ponte.
Durante la dictadura del general Primo de Rivera, sufrió la zona cierta represión por parte de las fuerzas del orden, y hubo ciertas fracciones ideológicas entre partidarios y detractores del régimen. El mismo Primo de Rivera estuvo en Vivero, dando un discurso a los presentes desde el balcón del ayuntamiento.
Con la llegada de la Segunda República Española, reinó un panorama de cierta tranquilidad, ya que al contrario que otras zonas de España, no hubo quemas de iglesias, llegando incluso a celebrarse las procesiones de Semana Santa con normalidad.

## Demografía
Vivero cuenta con una población de 15 217 habitantes (INE 2024).
| Gráfica de evolución demográfica de Vivero entre 1842 y 2021 |
| |
| Población de derecho según los censos de población del INE Población de hecho según los censos de población del INEEn estos censos se denominaba Vivero: 1842, 1857, 1860, 1877, 1887, 1897, 1900, 1910, 1920, 1930, 1940, 1950, 1960, 1970 y 1981 |

Vivero es el municipio con mayor número de núcleos poblacionales (un total de 264), así como el de mayor población y densidad de habitantes de la comarca La Mariña Occidental. Según el padrón municipal de habitantes de 2022, Vivero cuenta con un total de 15.231 habitantes.
Los habitantes del municipio se encuentran distribuidos principalmente por el valle del río Landro y por la franja costera de la ría de Vivero. Los núcleos más poblados son Vivero, Covas y Cillero. Cabe destacar que los tres están prácticamente unidos debido al crecimiento urbanístico. El gráfico de la evolución demográfica indica una gran estabilidad de población a lo largo del siglo XX, rasgo que no es común en otras ciudades.

#### Pirámide de población
Del análisis de la pirámide de población se deduce que existe un claro desequilibrio entre hombres y mujeres a partir de edades superiores a 60 años, especialmente en los últimos tramos de edad. Se presenta una superioridad de población mayor de 40 años, 57%, respecto a la población con una edad menor a 40 años que es del 43%. La población más concentrada se encuentra en el tramo de mayores de 60 años con un 30%. Destaca también que la población superior a 60 años (30%) es mayor a la de menos de 20 años (15%) lo cual indica que la tendencia hacia el envejecimiento de la población es especialmente acusada. Esta estructura de población es típica del régimen demográfico moderno, con una evolución hacia el envejecimiento de la población y la disminución de la natalidad anual.

#### Población extranjera
Del total de 16.211 personas empadronadas en 2010, 1.116 son de nacionalidad extranjera. Esto equivale a un 6,9%, claramente inferior a la media nacional de inmigrantes, situada en 2010 en un 12%, pero superior a la media gallega, de un 3,92% para 2010. Las nacionalidades más numerosas son la portuguesa (112 habitantes), rumana (175)
, peruana (98) y dominicana (179).

### Urbanismo
Distribución urbanística de Vivero

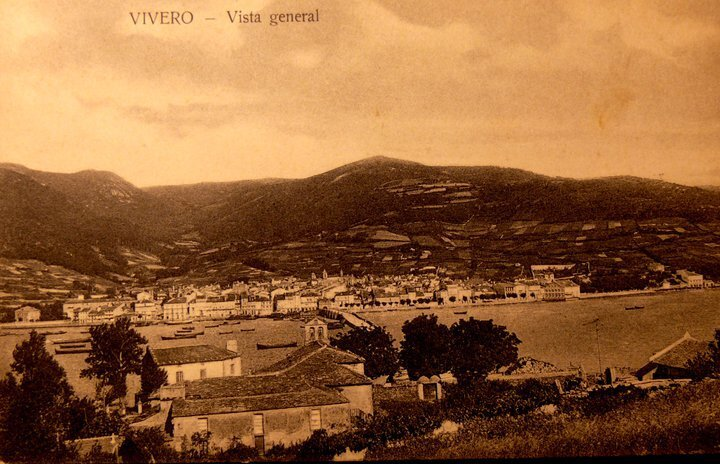
El núcleo urbano de Vivero, a comienzos del

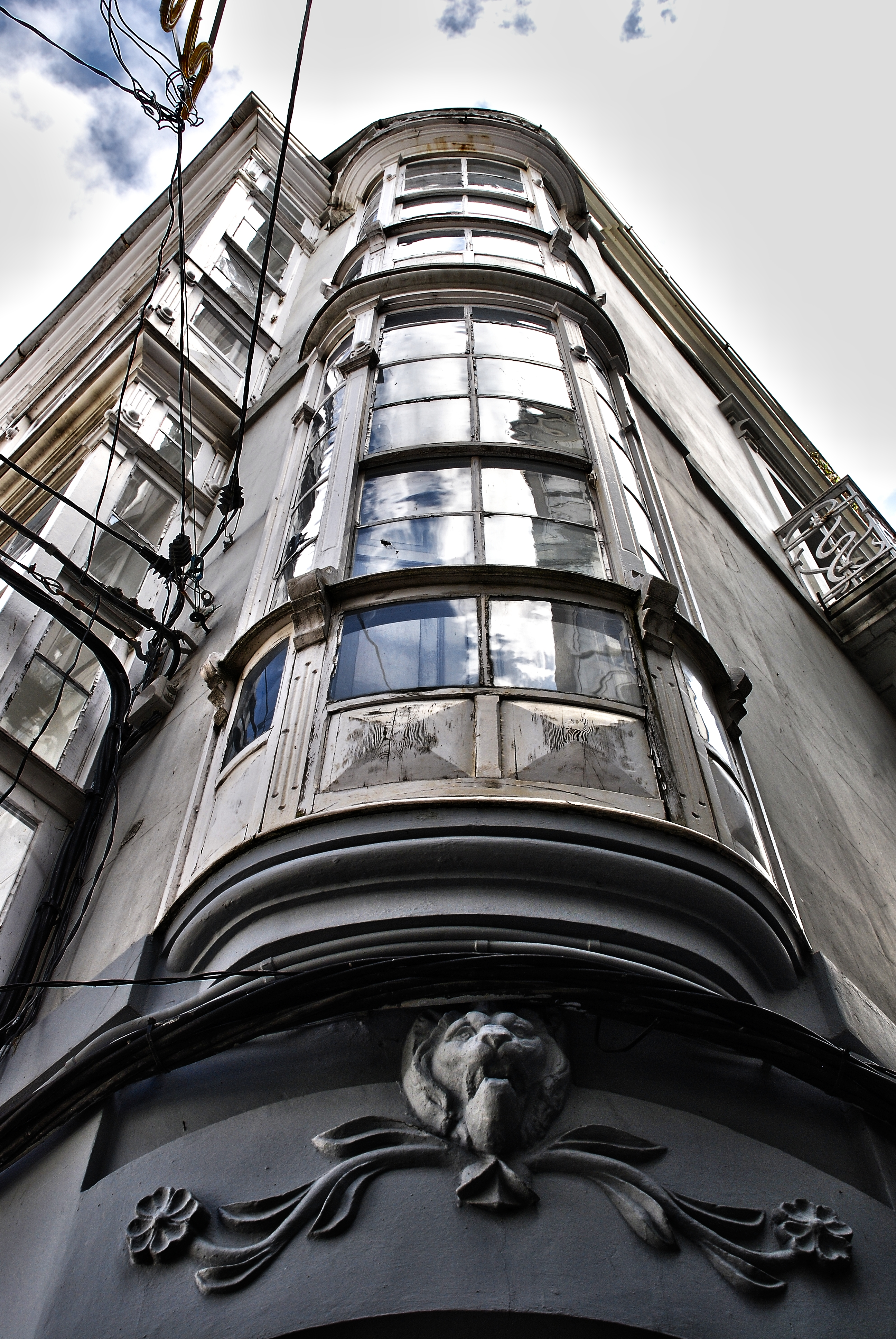
Galerías en la fachada marítima del casco viejo de Vivero

La geografía del municipio de Vivero ha condicionado desde hace siglos el asentamiento de viviendas. Vivero está encajado en un valle por el que discurre el Río Landro, y rodeado a este y oeste por montañas de elevada diferencia de altitud. En consecuencia, los asentamientos siempre fueron más abundantes en la franja costera y en el valle del Río Landro y sus ríos afluentes.
A inicios del siglo XXI, Vivero experimentó un vertiginoso aumento, motivado por la especulación urbanística. Un informe de Greenpeace mostró que en el año 2005 en Vivero se construyeron un total de 1.849 viviendas, mientras que el padrón municipal solo aumentó en 49 habitantes. Como consecuencia, en abril de 2006 se suspendió la normativa urbanística de Vivero.

#### Plan General de Ordenación Municipal
En el mes de septiembre de 2010, se produjo la aprobación inicial de la Memoria del Plan Xeral de Odenación Municipal do Concello de Viveiro que recoge toda la información urbanística relativas al medio físico, población, infraestructuras, edificaciones y construcciones que deberán realizarse en el municipio durante la vigencia de dicho Plan, en función de los datos existentes y de las proyecciones demográficas que se realizan. En febrero de 2011 la Consejería de Medio Ambiente, Territorio e Infraestructuras de la Junta de Galicia emitió un informe previo a la aprobación del Plan General de Ordenación Municipal (PGOM) de Vivero en el que rechaza las previsiones de crecimiento de este municipio lucense. El documento considera que no puede ampliar su capacidad residencial en un 70%, teniendo en cuenta que su tendencia demográfica es regresiva.

## Administración y política

### Gobierno municipal
En la ciudad existen organismos y entidades dependientes de los distintos niveles en que está dividida la Administración Pública en España.
La administración política de carácter local la lleva a cabo el Ayuntamiento, cuyos miembros son elegidos democráticamente cada cuatro años mediante sufragio universal. En dichas elecciones pueden participar los residentes empadronados en la ciudad mayores de 18 años y nacionales de España y de otros países miembros de la Unión Europea. Estos últimos, desde la reforma de la Constitución Española de 27 de agosto de 1992, pueden ser sujeto de sufragio no solo activo, sino también pasivo, es decir, pueden no solo votar sino también ser votados. Según lo dispuesto en la Ley del Régimen Electoral General, que establece el número de concejales elegibles en función de la población del municipio, la corporación municipal de Vivero está formada por 17 concejales.
| Periodo   | Nombre                   | Partido | Partido                                         |
| --------- | ------------------------ | ------- | ----------------------------------------------- |
| 1979-1983 | Antonio Blanco Casariego |         | Unión de Centro Democrático (UCD)               |
| 1983-1991 | César Aja Mariño         |         | Alianza Popular (AP)                            |
| 1991-2003 | César Aja Mariño         |         | Partido Popular de Galicia (PPdeG)              |
| 2003-2013 | Melchor Roel Rivas       |         | Partido dos Socialistas de Galicia (PSdeG-PSOE) |
| 2013-act. | María Loureiro García    |         | Partido dos Socialistas de Galicia (PSdeG-PSOE) |

| Partido político                                | 2023  | 2023  | 2023       | 2019  | 2019  | 2019       | 2015  | 2015  | 2015       | 2011  | 2011  | 2011       | 2007  | 2007  | 2007       |
| Partido político                                | %     | Votos | Concejales | %     | Votos | Concejales | %     | Votos | Concejales | %     | Votos | Concejales | %     | Votos | Concejales |
| Partido Popular de Galicia (PPdeG)              | 39,26 | 3181  | 7          | 25,45 | 2122  | 5          | 26,95 | 2282  | 5          | 35,92 | 3466  | 6          | 39,10 | 3937  | 7          |
| Partido dos Socialistas de Galicia (PSdeG-PSOE) | 24,95 | 2022  | 5          | 45,37 | 3782  | 8          | 45,57 | 3858  | 8          | 31,38 | 3028  | 6          | 43,70 | 4400  | 8          |
| Bloque Nacionalista Galego (BNG)                | 18,09 | 1466  | 3          | 7,45  | 621   | 1          | 16,24 | 1375  | 3          | 16,75 | 1616  | 3          | 8,03  | 808   | 1          |
| Xuntos por Viveiro (XV)                         | 12,72 | 1031  | 2          | 14,13 | 1178  | 2          | –     | –     | –          | –     | –     | –          | –     | –     | –          |
| Podemos-Esquerda Unida (EU)-Son                 | 2,46  | 200   | 0          | 5,41  | 451   | 1          | 6,41  | 543   | 1          | –     | –     | –          | 7,56  | 761   | 1          |
| [Independientes por Viveiro (iVi)               | –     | –     | –          | –     | –     | –          | –     | –     | –          | 14,23 | 1373  | 2          | –     | –     | –          |

### Organización territorial
El municipio está formado por la ciudad de su nombre y trescientas dos entidades de población distribuidas en once parroquias:
- Boimente[57] (San Andrés)[56][59][60]
- Chavín (Santa María)
- Cillero[57]
- Covas (San Juan)[56][61]
- Faro (San Julián)[56][62]
- Galdo (Santa María)
- Landrove (San Julián)[56][63]
- Magazos (Santa María)
- Valcarría (San Esteban)[56][64]
- Vieiro (San Cipriano)[56][65]
- Vivero[57]

### Justicia
Vivero pertenece al partido judicial de su mismo nombre, número 6 de Lugo, del que es cabeza de partido y que abarca además de la propia ciudad, los municipios vecinos de Burela, Cervo, Foz, Orol, Vicedo y Jove, un área con un total de 30 000 habitantes. En él, se ejerce el poder judicial a través de dos Juzgados de Primera Instancia e Instrucción, situados en la calle Alonso Pérez de la localidad.

## Servicios

#### Saneamiento
La red de saneamiento de las aguas residuales cubre a gran parte de la población, si bien hay varios asentamientos menores que no están cubiertos por dicha red. La red de saneamiento tiene como objetivo conducir todas las aguas residuales, tanto las de origen doméstico como las industriales, a la estación depuradora (EDAR) de Vivero. Una vez las aguas son depuradas se vierten a la ría de Vivero. La gestión del sanemamiento y depuración la realiza mediante concesión la empresa Aquagest. La tipología de la depuradora es biológica de lodos activos mediante sistema SBR, desinfección mediante cloro y deshidratación de los lodos mediante centrifugación. El caudal medio de tratamiento diario es de unos 6000 metros cúbicos diarios. Las viviendas no atendidas por la red principal de saneamiento disponen de pozos negros.

#### Residuos
El Ayuntamiento de Vivero está adherido al Convenio Marco Junta-Ecoembes desde el año 2000, en la que tiene asumida la competencia de la recogida de los Residuos Sólidos Urbanos (R.S.U.) y su transporte a la Planta de Transferencia y su posterior valorización en la planta que la Sociedad Gallega del Medio Ambiente (SOGAMA) tiene en el municipio coruñés de Cerceda. La cantidad de residuos generados en el año 2003 fue de 7.051 Tm. La producción media anual de RSU en el municipio de Vivero se ha estimado en 730 kg/habitante por año.
La recogida de basuras y la limpieza de las vías públicas, así como la gestión del punto limpio en el municipio de Vivero, lo lleva a cabo la empresa CESPA, filial de servicios urbanos y medioambientales de Ferrovial. Para la recogida de residuos la empresa concesionaria del servicio dispone de: contenedores de materia orgánica, contenedores de envases, contenedores de vidrio, contenedores de papel/cartón y una flota de camiones recolectores.
En el año 2002 se inauguró el punto limpio del municipio de Vivero, desde el que son gestionados los diferentes tipos de residuos generados en los hogares del municipio. El punto limpio se localiza en el lugar de A Patarroa en la carretera que une Vivero con Ferrol, y cuenta con contenedores para la recogida selectiva de RSU, textil, escombros, voluminosos, restos de poda y para fracciones especiales (aceites, aerosoles, baterías, pilas, medicamentos, radiografías, lámparas, bombillas, fluorescentes...)

### Aprovisionamiento

#### Energía

##### Electricidad

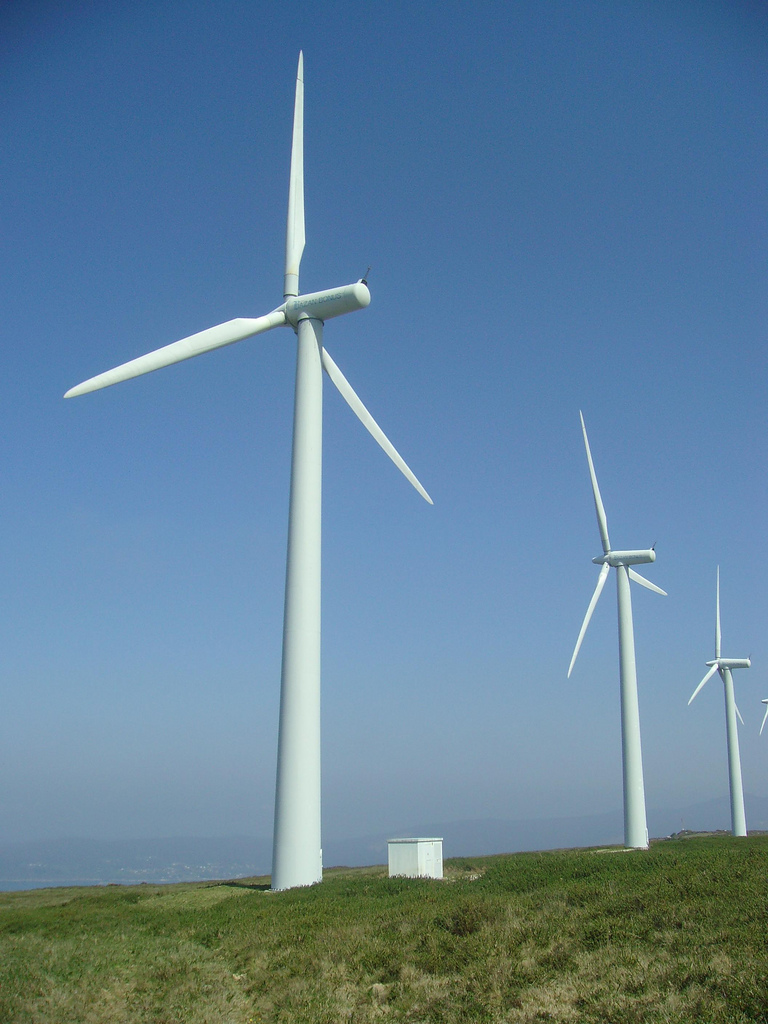
Aerogeneradores Bazán-Bonus en el parque eólico de Vicedo

El suministro eléctrico de Vivero se realiza por parte de la empresa privada Begasa, filial desde 2015 de Viesgo, mientras que el transporte se lleva a cabo por Red Eléctrica Española. La electricidad que se consume en la ciudad se produce en las distintas centrales eléctricas que hay ubicadas en la localidad, así como en la comunidad autónoma gallega.
En Vivero existen instalaciones para la generación de electricidad, siendo todas generadoras de energía renovable. En el municipio se sitúan un total de seis parques eólicos, compartidos con los municipios limítrofes.
| Nombre                         | Municipios                  | Tipo de aerogenerador    | Potencia unitaria (kW) | Unidades | Potencia total (MW) |
| ------------------------------ | --------------------------- | ------------------------ | ---------------------- | -------- | ------------------- |
| Parque eólico de Vivero        | Vivero y Jove               | Gamesa G-52              | 850                    | 43       | 36,55               |
| Parque eólico de Rioboo        | Vivero, Valle de Oro y Jove | Bazán-Bonus 1,3MW        | 1.300                  | 16       | 20,8                |
| Parque eólico de Pena Ventosa  | Vivero, Vicedo y Orol       | MADE AE.46/1 Gamesa G-66 | 660 1600               | 74 28    | 48,84 44,8          |
| Parque eólico de Chan do Tenón | Vivero y Vicedo             | Gamesa G-58              | 800                    | 28       | 22,4                |
| Parque eólico de Vicedo        | Vivero y Vicedo             | Bazán-Bonus MK IV        | 600                    | 41       | 24,6                |
| Parque eólico de O Buio        | Vivero y Jove               | Bazán 55/1300            | 1300                   | 31       | 40,3                |

También en Vivero se encuentran situadas dos subestaciones eléctricas, la subestación de Magazos, gestionada por Begasa y la subestación de Boimente, gestionada por Red Eléctrica Española. Ambas están conectadas por una línea de alta tensión.

##### Combustibles
Para el aprovisionamiento de combustibles la Compañía Logística de Hidrocarburos (CLH) cuenta con tres instalaciones de almacenamiento en Galicia. Dos están situadas en La Coruña, una en el muelle de San Diego, que además puede recibir descargas de buques tanque y otra en las inmediaciones de la refinería de Bens a la que está conectada. La compañía dispone de otra instalación de almacenamiento en Vigo. El suministro de combustible a Vivero, a los distintos operadores, se produce mediante camiones cisternas que se surten de las instalaciones que la empresa CLH tiene en Galicia.

#### Agua potable
La captación del agua potable, necesaria para las diferentes actividades en las que se utiliza se obtiene desde tres puntos fluviales. La red de abastecimiento es en su mayor parte pública, relegando a redes privadas el suministro de pequeños núcleos aislados. Comprende un sistema único de explotación municipal gestionada mediante concesión administrativa por la empresa Aquagest, desde 1998.
Para la potabilización del agua extraída del río Landro se dispone de una estación de tratamiento de agua potable (ETAP), ubicada la parroquia de Landrove, con una capacidad de tratamiento de 125 litros/segundo. Desde la estación depuradora se bombea el agua a cinco depósitos situados en lugares estratégicos que aseguren el suministro de agua potable a la población. Se estima un consumo medio de 300 litros/habitante/día.

#### Alimentos perecederos

##### Lonja de pescado
La lonja de pescado está situada en el pueblo de Cillero dentro de la ría de Vivero. Desde esta lonja se provee de pescado a gran parte de Galicia, de la cornisa cantábrica y otras zonas de España. En la lonja se manipulan más de 10 000 toneladas de pescado fresco y marisco al año. La venta se realiza al por mayor mediante subasta electrónica.

##### Matadero comarcal
Existe un matadero comarcal homologado por la Comunidad Económica Europea (CEE) que suministra a los comercios minoristas de alimentación los productos cárnicos que comercializan.

##### Mercado de abastos
El mercado o plaza de abastos, se encuentra ubicado en la avenida de Galicia muy próximo a la estación de autobuses, ha sido recientemente remodelado y ocupa una planta rectangular de una sola altura. En estas instalaciones los comerciantes minoristas venden todo tipo de alimentos perecederos frescos, destacando: pescados, mariscos, carnes, lácteos, frutas, verduras y hortalizas.

### Educación

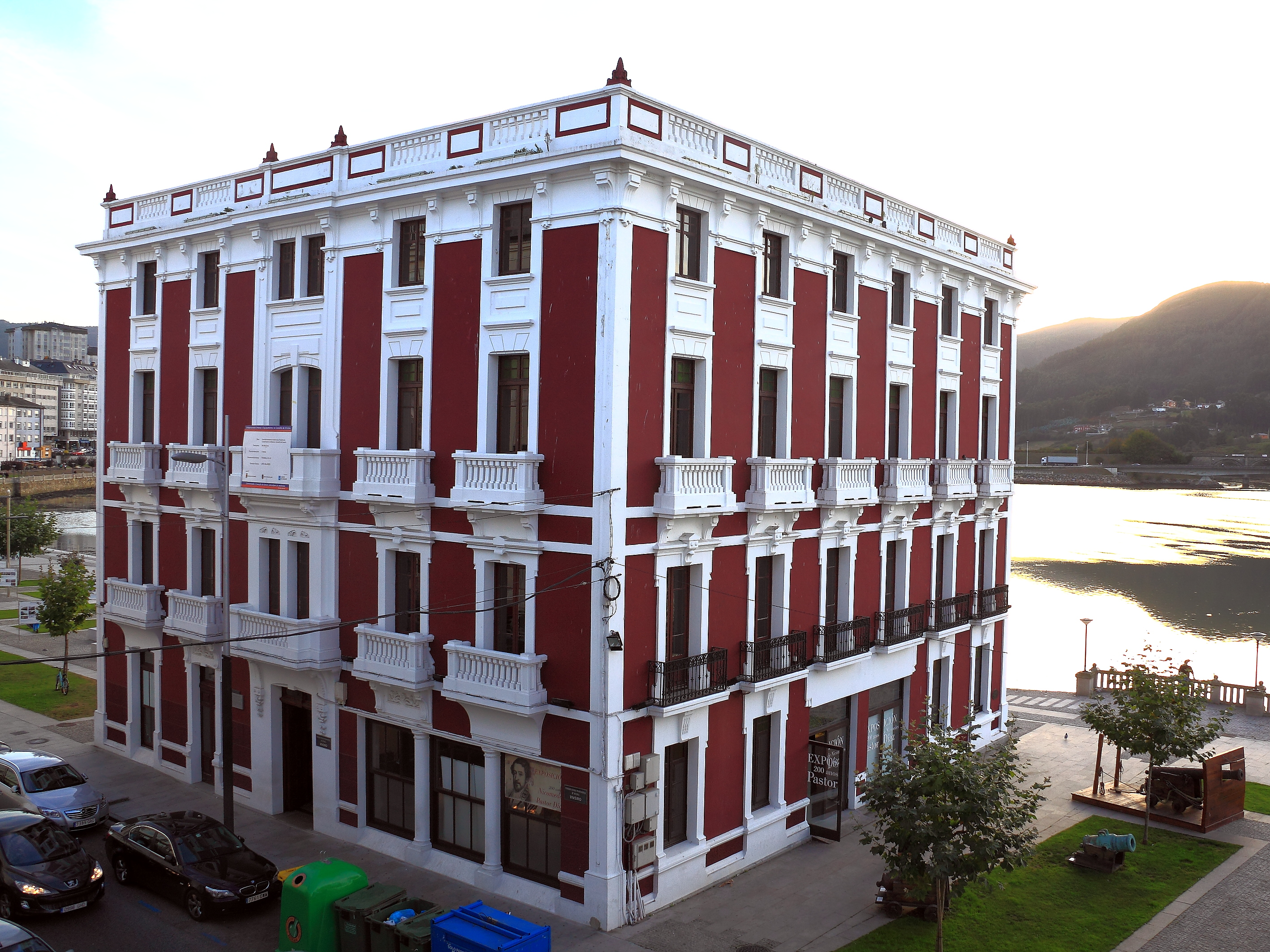
Edificio del antiguo hotel Venecia, donde se ubica el conservatorio profesional de música

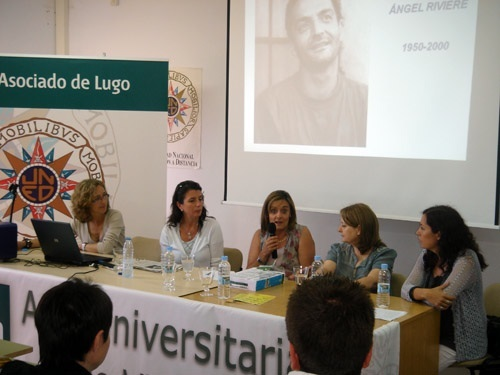
Curso de Verano de la UNED celebrado en Vivero en 2010

La oferta educativa de Vivero que existe en la localidad se concreta del siguiente modo. En el municipio existen un centro de educación infantil, tres centros de educación infantil y primaria, un colegio de educación primaria, un colegio concertado de educación primaria, un instituto de educación secundaria, un instituto de educación secundaria y Formación Profesional, una Escuela Oficial de Idiomas, un conservatorio profesional de música y un centro de Educación Universitaria a distancia (UNED). Estos centros escolares están gestionados tanto por la Consejería de Educación y Ordenación Universitaria de la Junta de Galicia, así como el Ministerio de Educación y Ciencia y el Ayuntamiento de Vivero.
| Tipo de centro                                                              | Enseñanza           | Dirección                  |
| --------------------------------------------------------------------------- | ------------------- | -------------------------- |
| Escuela de educación infantil San Roque                                     | Infantil            | C/ Benito Galcerán s/n     |
| Colegio público de educación infantil y primaria CEIP Antonio Pedrosa Latas | Infantil y Primaria | C/ San Pantaleón s/n       |
| Colegio público de educación infantil y primaria CEIP de Covas              | Infantil y Primaria | C/ Granxas s/n             |
| Colegio público de educación infantil y primaria CEIP Santa Rita            | Infantil y Primaria | Lugar da Trabe s/n         |
| Colegio público de educación primaria CEP Luís Tobío                        | Primaria            | Avenida Martín Ledesma s/n |
| Colegio concertado de educación primaria CPR Landro-Viveiro                 | Primaria            | C/ Nicolás Cora, 60        |
| Instituto de enseñanza secundaria IES Vilar Ponte                           | Secundaria          | Avenida Martín Ledesma s/n |
| Instituto de enseñanza secundaria IES María Sarmiento                       | Secundaria y FP     | C/ Misericordia s/n        |
| Conservatorio profesional de música CMUS de Vivero                          | Música              | Avenida de la Mariña s/n   |
| Escuela oficial de idiomas EOI de Vivero                                    | Idiomas extranjeros | C/ Lavandeiras s/n         |
| Universidad a Distancia UNED de Vivero                                      | Universitario       | Avenida de Cervantes s/n   |

### Sanidad
La estructura de la sanidad pública de Vivero se concreta en un Centro de Atención Primaria, ubicado en la avenida Ramón Canosa. Este centro de salud fue construido entre 1994 y 1996, siendo obra del arquitecto Manuel Gallego Jorreto. En este centro de salud se prestan los servicios de medicina general, odontología, radiología y pediatría y un centro de día para enfermos de Alzheimer. El centro está compuesto por un total de 15 doctores de medicina general, 15 enfermeros, 3 auxiliares de enfermería, 7 celadores, 1 farmacéutico, 1 fisioterapeuta, 1 matrona, 1 odontólogo y 2 pediatras.
La asistencia hospitalaria la presta el hospital general de Burela distante unos 25 km aproximadamente. A nivel privado existen diversas clínicas, así como el servicio que ofrece la Cruz Roja local.

#### Competencias municipales
El artículo 42 de la Ley General de Sanidad dispone que los Ayuntamientos, sin perjuicio de las competencias de las demás Administraciones Públicas, tendrán las siguientes responsabilidades mínimas en asuntos relacionados con la Sanidad.
- a) Control sanitario del medio ambiente: Contaminación atmosférica, abastecimiento de aguas, saneamiento de aguas residuales, residuos urbanos e industriales.
- b) Control sanitario de industrias, actividades y servicios, transportes, ruidos y vibraciones.
- c) Control sanitario de edificios y lugares de vivienda y convivencia humana, especialmente de los centros de alimentación, peluquerías, saunas y centros de higiene personal, hoteles y centros residenciales, escuelas, campamentos turísticos y áreas de actividad físico deportivas y de recreo.
- d) Control sanitario de la distribución y suministro de alimentos perecederos, bebidas y demás productos, directa o indirectamente relacionados con el uso o consumo humanos, así como los medios de su transporte.
- e) Control sanitario de los cementerios y policía sanitaria mortuoria.

### Seguridad ciudadana

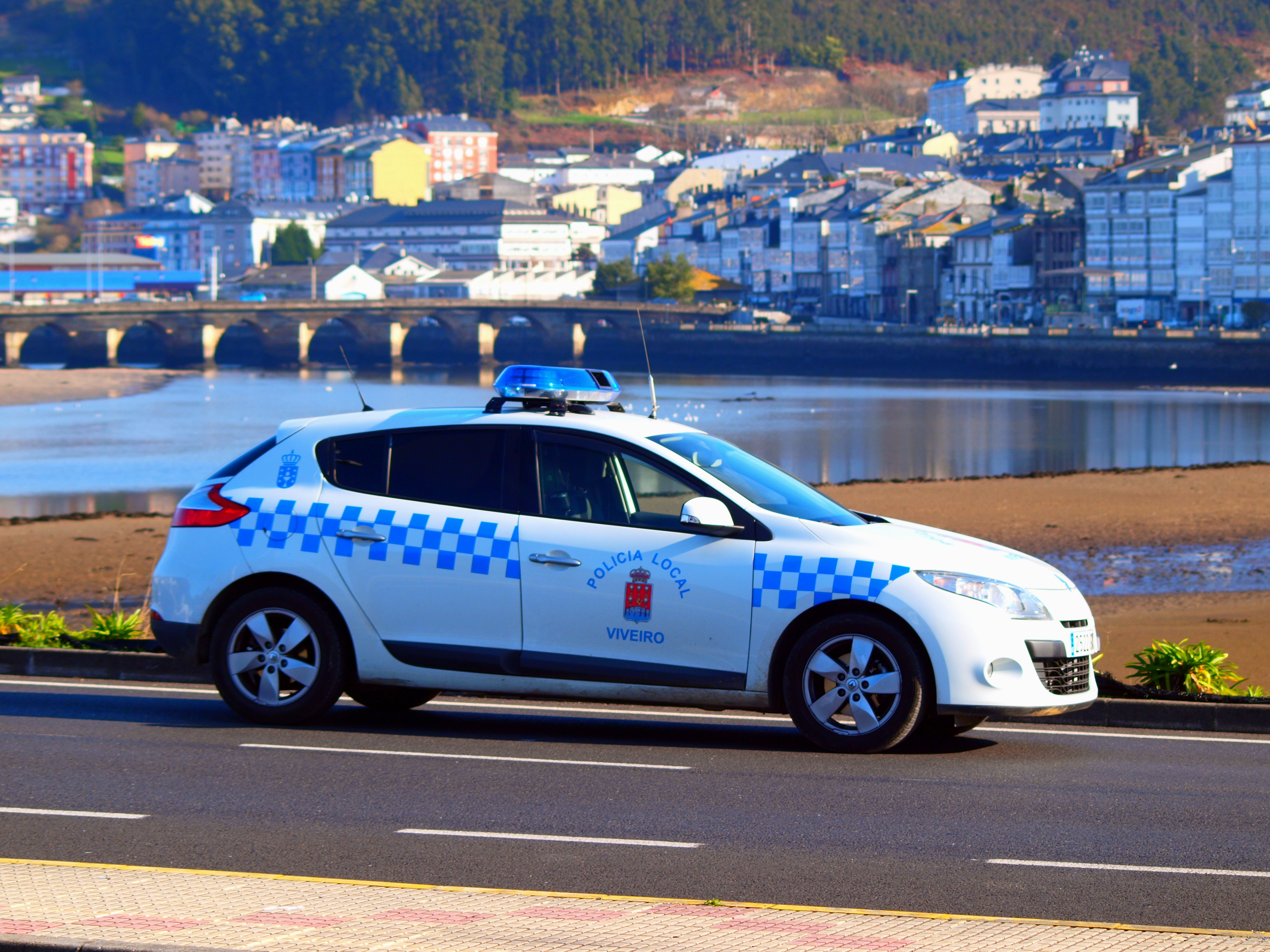
Coche patrulla de la policía local de Vivero

En Vivero está operativo el sistema de emergencias 112, al igual que en el resto de la Unión Europea, que mediante un número de teléfono gratuito 112, atiende cualquier situación de urgencias en materia sanitaria o desastre, extinción de incendios, salvamento, seguridad ciudadana y protección civil.

#### Policía
La seguridad ciudadana cotidiana corre a cargo de las fuerzas y cuerpos de seguridad estatales y locales en función de las competencias que cada estamento tiene, procurando actuar de forma coordinada en la seguridad en el municipio de Vivero y en colaboración en la persecución y resolución de todo tipo de delitos. Vivero cuenta con su propia policía local, del que forman parte un total de 13 agentes.
A las labores de la policía local también se suma la presencia del Cuerpo Nacional de Policía, así como de la Guardia Civil, que disponen de destacamentos permanentes en la ciudad.

#### Bomberos
En la parroquia de Cillero está ubicado el parque de bomberos comarcal, inaugurado el 1 de mayo de 2011. Cuenta con una plantilla de 19 bomberos, compuesta por 12 bomberos conductores, 6 jefes de turno y 1 jefe de servicio. Asimismo, este parque está equipado con cuatro vehículos contraincendios: 1 camión de altura con escalera automática, 1 camión nodriza, 1 camión urbano ligero y 1 vehículo de mando.
El parque de bomberos de Vivero, junto con el de Barreiros y el de Villalba, forma parte de un consorcio que atienden las emergencias de 25 municipios de la zona norte de la provincia de Lugo.

#### Seguridad marítima

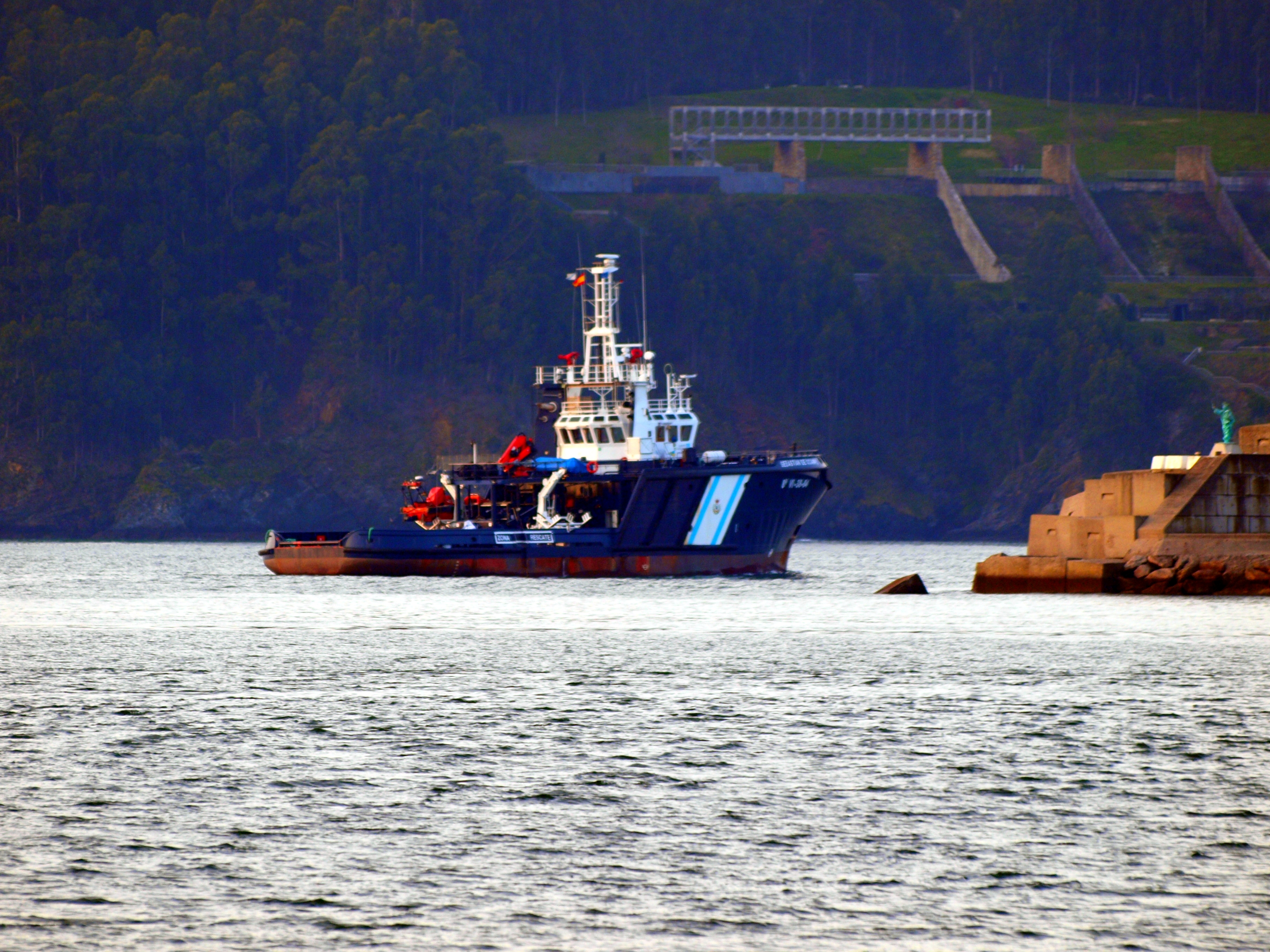
El buque «Sebastián de Ocampo» en el puerto de Cillero

Debido a la importancia del medio marino para Vivero, en el municipio existen cuerpos encargados de la seguridad en el mar. En el Puerto deportivo de Vivero se sitúa el cuartel del Servicio Marítimo de la Guardia Civil para la provincia marítima de Lugo, cuya sede fue inaugurada 2005, pero que sin embargo, nunca se le han asignado efectivos ni embarcación.
También, la Junta de Galicia tiene un destacamento del Servicio de Guardacostas de Galicia en el municipio. Los guardacostas disponen de dos embarcaciones en Vivero para sus labores, la zodiac IP.208 «Os Cairos» y la patrullera de la clase Rodman-58 IP.601 «Punta Roncadoira». También, en el helipuerto Costa Norte, está basado un helicóptero Sikorsky S-76, más un segundo helicóptero fletado para cubrir las paradas de mantenimiento.
Asimismo, el Puerto de Cillero también recibe la visita de las unidades itinerantes de los guardacostas, el buque de remolcador Sebastián de Ocampo, y el buque de salvamento e inspección marítima, Irmáns García Nodal. También en el mismo puerto, recalan unidades de la Sociedad de Salvamento y Seguridad Marítima asignadas a la fachada galaico-cantábrica.

#### Protección civil
En Vivero existe una agrupación de protección civil, que además dispone de un Grupo Municipal de Intervención Rápida (GRUMIR).

### Transporte y comunicaciones

#### Transporte por carretera

##### Regulación del tráfico urbano
El tráfico urbano está regulado por el Cuerpo de policía local de Vivero y gestionado por la concejalía de seguridad ciudadana del ayuntamiento, de acuerdo al artículo 7 de la Ley sobre tráfico, circulación y seguridad vial aprobado por RDL 339/1990, el cual atribuye a los municipios competencias específicas en materia de tráfico.

##### Parque automovilístico
Vivero cuenta con un extenso parque automovilístico con un ratio de 625 vehículos por cada 1000 ciudadanos de acuerdo con los datos existentes en la base de datos del Anuario Económico de España 2010, publicado por La Caixa. En estos mismos datos se observa un elevado parque de camiones y furgonetas, cifra que indica la existencia de un gran número de transportistas de mercancías autónomos o en pequeñas empresas o cooperativas, debido a la importancia de la logística por carretera de la que hacen uso las empresas asentadas en la localidad, y sobre todo, el puerto de Cillero.
| Tipo de vehículo      | Cantidad |
| --------------------- | -------- |
| Automóviles           | 7340     |
| Camiones y furgonetas | 1337     |
| Otros vehículos       | 1472     |
| Total                 | 10 149   |

##### Carreteras
Una nutrida red de carreteras tienen como punto de partida Vivero, o simplemente pasan por la ciudad. Entre ellas cabe destacar:

| Nombre de la vía | Tipo de vía          | Denominación                                 | Itinerario                              |
| ---------------- | -------------------- | -------------------------------------------- | --------------------------------------- |
| LU-539           | Carretera autonómica | Variante de Vivero                           | LU-862 - Vivero - LU-540                |
| LU-540           | Carretera autonómica | Vivero - Cabreiros                           | Vivero - Orol - Muras - AG-64           |
| LU-862           | Carretera autonómica | Carretera de la costa (Ferrol - San Ciprián) | AC-862 - Vicedo - Vivero - Jove - N-642 |
| LU-161           | Carretera provincial | Vivero - Valle de Oro                        | Vivero - Valle de Oro                   |
| LU-6602          | Carretera provincial | Vivero - Muras                               | Vivero - Orol - Muras                   |

También está planificada la construcción y entrada en servicio de las siguientes carreteras:
| Nombre de la vía | Tipo de vía           | Denominación                                | Itinerario                             |
| ---------------- | --------------------- | ------------------------------------------- | -------------------------------------- |
| CG-2.3           | Vía de Alta Capacidad | VAC de la Costa Norte (Ferrol- San Ciprián) | AP-9 - Ortigueira -Vivero - A-82 / A-8 |

La siguiente tabla muestra las distancias por carretera considerando la vía más rápida que existe entre Vivero y pueblos y ciudades con las cuales más se pueden relacionar sus habitantes.
| Ciudades                    | Distancia (km) | Ciudades               | Distancia (km) | Ciudades  | Distancia (km) |
| --------------------------- | -------------- | ---------------------- | -------------- | --------- | -------------- |
| Lugo                        | 94,5           | Ferrol                 | 85             | Gijón     | 187,5          |
| Burela                      | 25             | La Coruña              | 116            | Santander | 362            |
| Villalba                    | 60             | Santiago de Compostela | 159            | Bilbao    | 454            |
| Avilés                      | 163            | Vigo                   | 243            | Madrid    | 592            |
| Ortigueira                  | 34             | Pontevedra             | 217            | Barcelona | 1.103          |
| Puentes de García Rodríguez | 50             | Oviedo                 | 194            | Lisboa    | 694            |

#### Ferrocarril

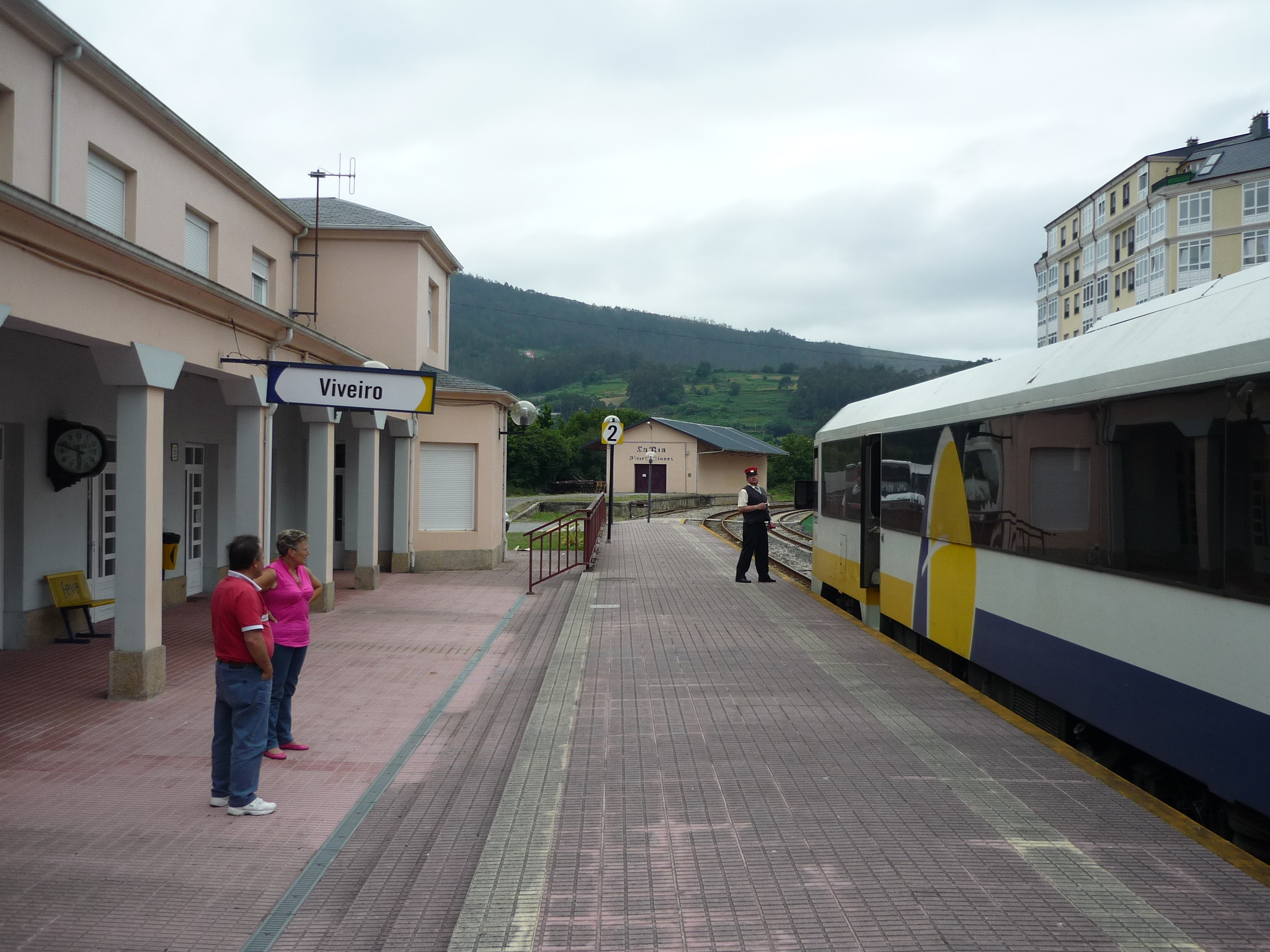
Un automotor de la Serie 2400 en la estación de ferrocarril de Vivero, con la librea de la extinta FEVE (actual Renfe Cercanías AM)

Vivero está unida por ferrocarril por la línea de ancho métrico de Ferrol a Gijón de Adif, operada por Renfe Cercanías AM. En el municipio podemos encontrar una estación de ferrocarril, Vivero, y dos apeaderos, Covas y Vivero Apeadero, este último situado en el barrio de Pontelabrada.
La línea ferroviaria de Ferrol a Gijón sirve a Vivero mediante dos servicios regionales de pasajeros:
- R-2f: Ferrol - Vivero - Oviedo
- R2a: Ferrol - Vivero - Ribadeo

Estos servicios se realizan con material rodante de dos clases, la Serie 2400 y la Serie 2700 de Renfe. Asimismo, también es una de las estaciones que visita el tren turístico de lujo, el Transcantábrico.

#### Transporte marítimo
Puerto de Cillero

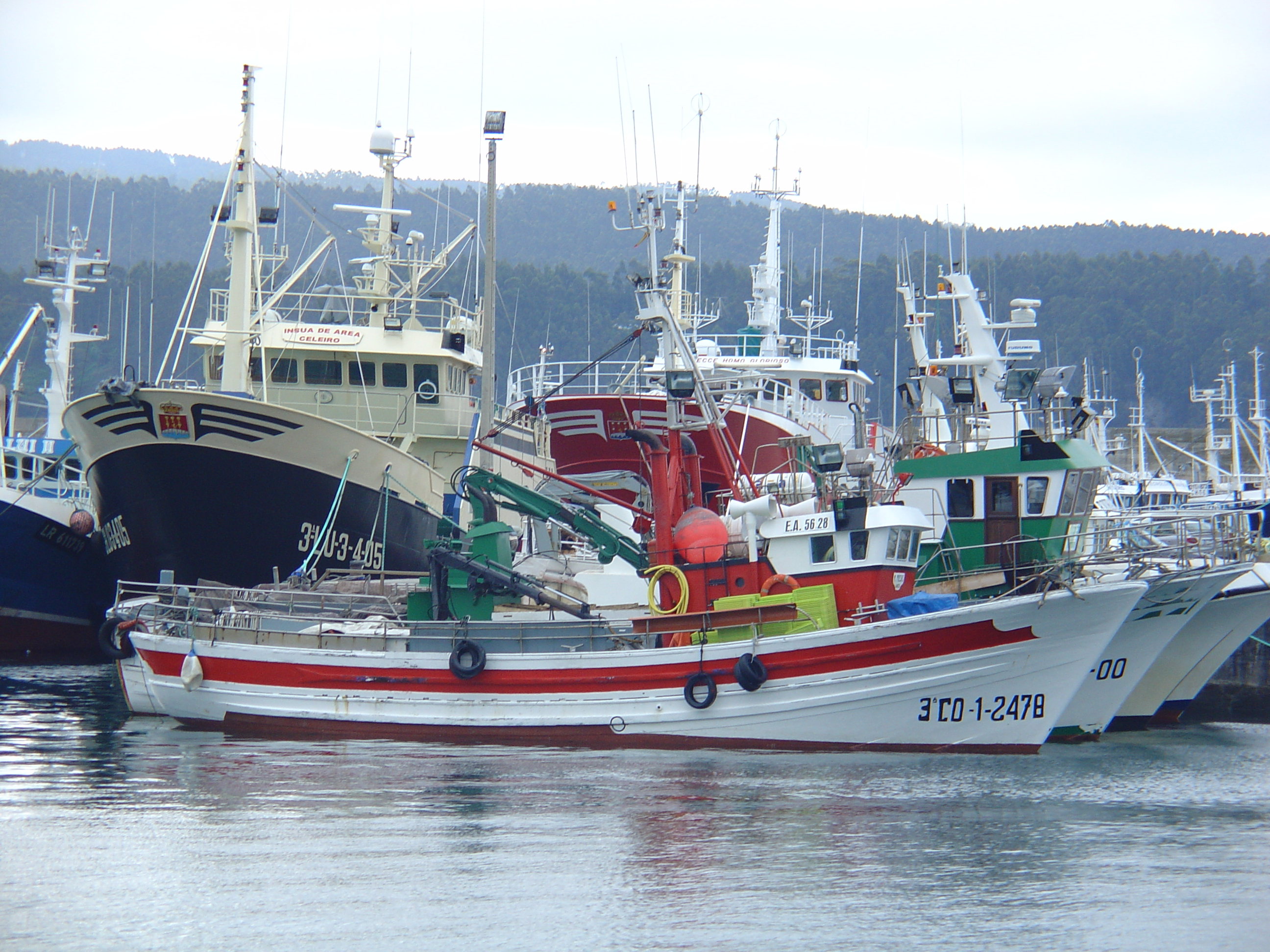
Varios buques abarloados entre sí, en el puerto de Cillero

En la parroquia de Cillero, al norte del núcleo urbano de Vivero, y situado dentro de la ría de Vivero, se encuentra el puerto de Cillero. El muelle dispone de 1.833 metros de longitud, dividido en distinzas zonas, para el atraque de barcos, así como 205 plazas para el amarre de embarcaciones. Dispone de lonja climatizada, con una superficie total construida de 17.419 m².
El de Cillero es uno de los puertos de más envergadura del mar Cantábrico, y con un total de 90 buques censados, convirtiéndolo en uno de los puertos más importantes de Galicia. Esta flota la componen embarcaciones de bajura-artesanal, cerco, arrastre de litoral, volanta y arrastre en el caladero del Gran Sol. La especie más importante tanto por volumen como por facturación es la merluza.
Asimismo, el puerto de Cillero se emplea para el tráfico marítimo, realizándose desde él comercio de materias primas como el mineral de cuarzo o la madera.
Puerto deportivo de Vivero

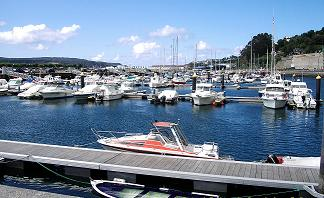
Embarcaciones atracadas en el Puerto deportivo de Vivero

El Puerto Deportivo de Vivero se encuentra al fondo de la ría. Se accede al por una bocana, de unos 80 m de anchura y 800 de longitud, dragada a 3 m de profundidad.
Dentro de las instalaciones del puerto deportivo se encuentra el cuartel del Servicio Marítimo de la Guardia Civil para la provincia de Lugo.
También dentro del puerto se puede encontrar una base del Servicio de Guardacostas de Galicia, en la que se encuentra atracada la embarcación Punta Roncadoira, I.P.601 de la clase Rodman-58.

#### Transporte aéreo

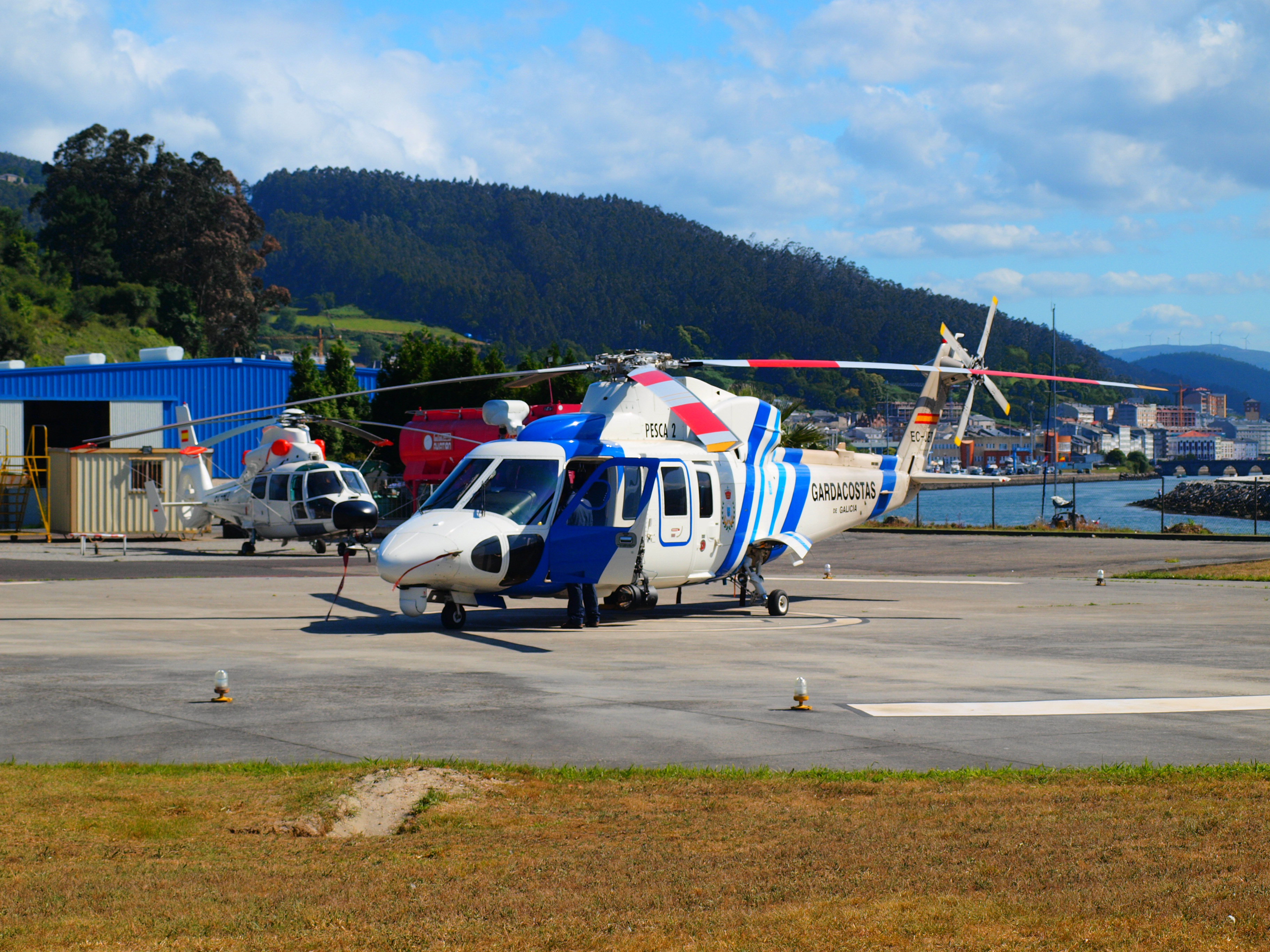
Sikorsky S-76C+ y Eurocopter AS-365N-2 Dauphin 2 en el Helipuerto Costa Norte

##### Aeropuertos
El municipio de Vivero no dispone de aeropuerto o aeródromo. En cuanto a las comunicaciones aéreas, los aeropuertos más cercanos son:
- El aeropuerto de La Coruña, a 110 km.
- El aeropuerto de Asturias, a 152 km.
- El aeropuerto de Santiago de Compostela, a 146 km.

##### Helipuerto
Situado en las inmediaciones del puerto de Cillero, se encuentra el Helipuerto Costa Norte (Código OACI: LEPV). Este helipuerto fue construido a finales de los años 80, y en 1998 fue modernizado y ampliado a una superficie de 4.000 metros cuadrados.
Este helipuerto es la base del helicóptero «Pesca 2», uno de los helicópteros del Servicio de Guardacostas de Galicia, dependiente de la Junta de Galicia.

## Patrimonio
En la Edad Media tuvo un recinto amurallado del que todavía se conserva buena parte así como alguna de sus puertas. Es una ciudad señorial, con calles pavimentadas con grandes losas. Tiene dos calles casi paralelas que son las principales, una fuera de la muralla y que es carretera y otra dentro; hacia ellas van a desembocar en cuesta todas las callecitas que componen el espacio urbano; algunas son estrechas y con gran sabor medieval o decimonónico como la calle del Muro. Hay también placitas recónditas, como la de Fontenova o la de Los cuatro linajes, además de la gran plaza Mayor también llamada de Pastor Díaz. Muchas de las casas son nobles, de piedra de granito y ostentan un escudo en la fachada. Otras son populares pero con el encanto de lo tradicional. Hay además toda una fachada de casas con galerías acristaladas y maderas pintadas de blanco, típica construcción de ciudad gallega que tiene su máximo exponente en La Coruña. Estas casas dan a la ría, en la travesía de La Mariña, frente a los jardines de Noriega Varela.

### Patrimonio arqueológico

#### Castros
En el municipio hay catalogados un total de siete castros, aunque la mayoría están sin excavar.
- Castro de Condomiás y Chao de Garita, en la parroquia de Boimente.
- Castro de Pousadoiro, en la parroquia de San Pedro.
- Castro da Croa, en la parroquia de Landrove.
- Castro de Casós, en el lugar de Fontecova, Vivero.
- Castro de Sobreviva, en la parroquia de Galdo.
- Castro de Cillero, en Cillero.
- Castro de Faro, en la parroquia de Faro.

### Patrimonio desaparecido

#### Murallas

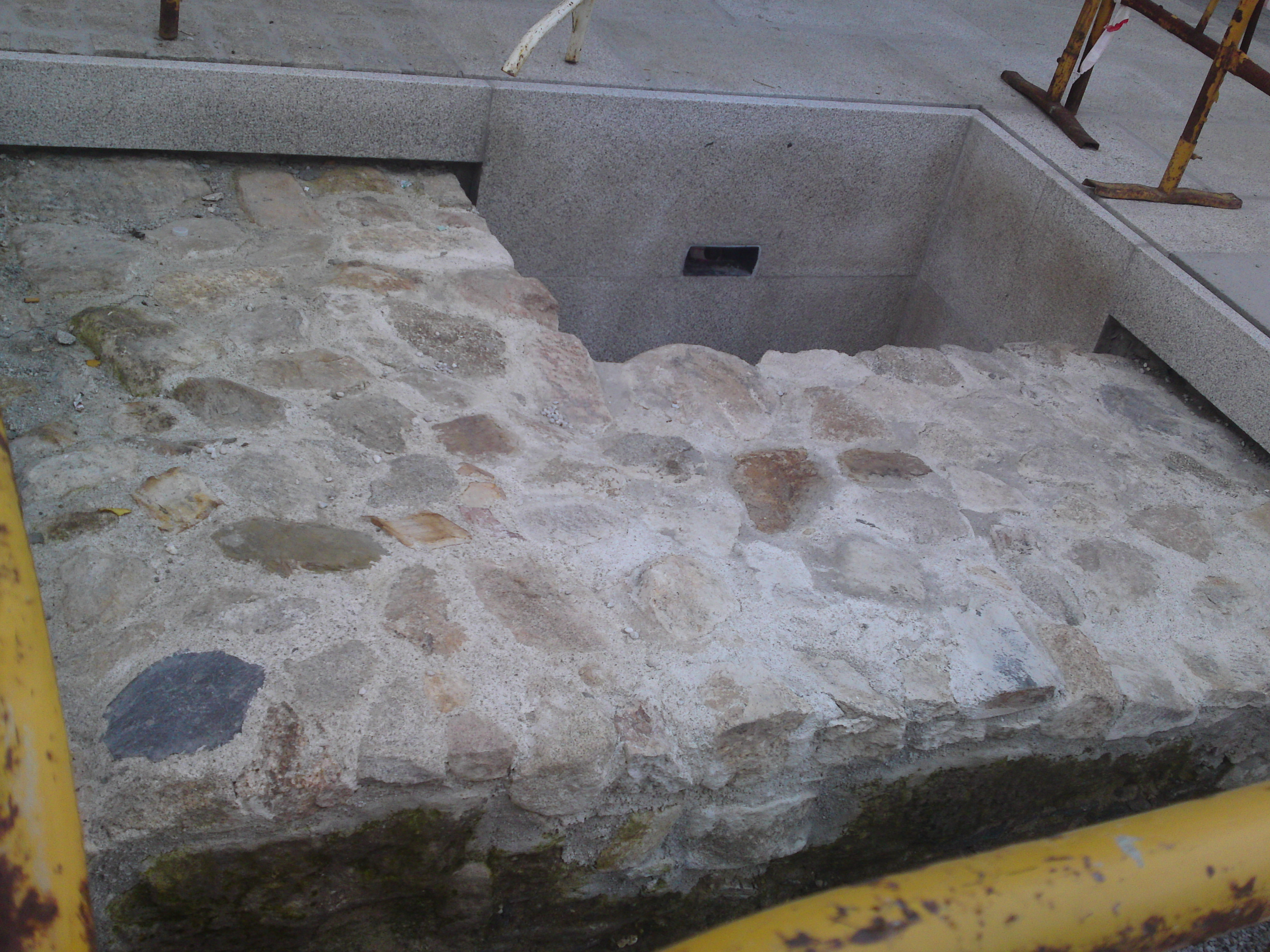
Restos de la base de la muralla en la avenida Cervantes

La ciudad de Vivero estuvo circundada por altas y anchas murallas y torreones. Este recinto amurallado llegó a tener hasta seis puertas y cuatro portillos, que eran la puerta de entrada a las tres principales vías de comunicación. Las puertas eran:
- La Puerta del Castillo del Puente (situado al inicio de la calle María Sarmiento)
- La Puerta del Vallado (situada al inicio de la calle María de las Alas Pumariño)
- La Puerta de San Antonio (situada al inicio de la actual calle Margarita Pardo de Cela)
- La Puerta de Santa Ana (situada al inicio de la actual calle Pastor Díaz)
- La Puerta de Las Angustias (situada al inicio de la actual calle Hermanos Vilar Ponte)
- La Puerta del Santo Cristo (situada al inicio de la actual avenida de Lourdes).

En la actualidad solo se conservan tres de dichas puertas: La puerta del Vallado, la Puerta de A Vila y el Castillo del Puente o Puerta de Carlos V.

#### Iglesia de Santiago
En la esquina suroeste de la plaza Mayor de Vivero se ubicaba la antigua iglesia de Santiago, edificio que databa del siglo XII. De los documentos que se conserva se sabe que era del tercer periodo del estilo románico, con planta en forma basilical. Su portada principal se abría hacia el cantón de abajo de la plaza, mientras que sus tres ábsides miraban hacia el cantón de arriba. El edificio fue demolido en el año 1840.

#### Iglesia y convento de Santo Domingo
En el exterior del casco histórico de Vivero se ubicaba la iglesia y convento de Santo Domingo. Las primeras referencias sobre la existencia de esta edificación datan del siglo XIII. El templo de Santo Domingo era de estilo ojival y era el de mayor tamaño de los que existía en Vivero. Su planta era de cruz latina, de una única nave con tres ábsides. La iglesia conventual fue demolida en el año 1851.

### Arquitectura religiosa

#### Iglesia de Santa María del Campo

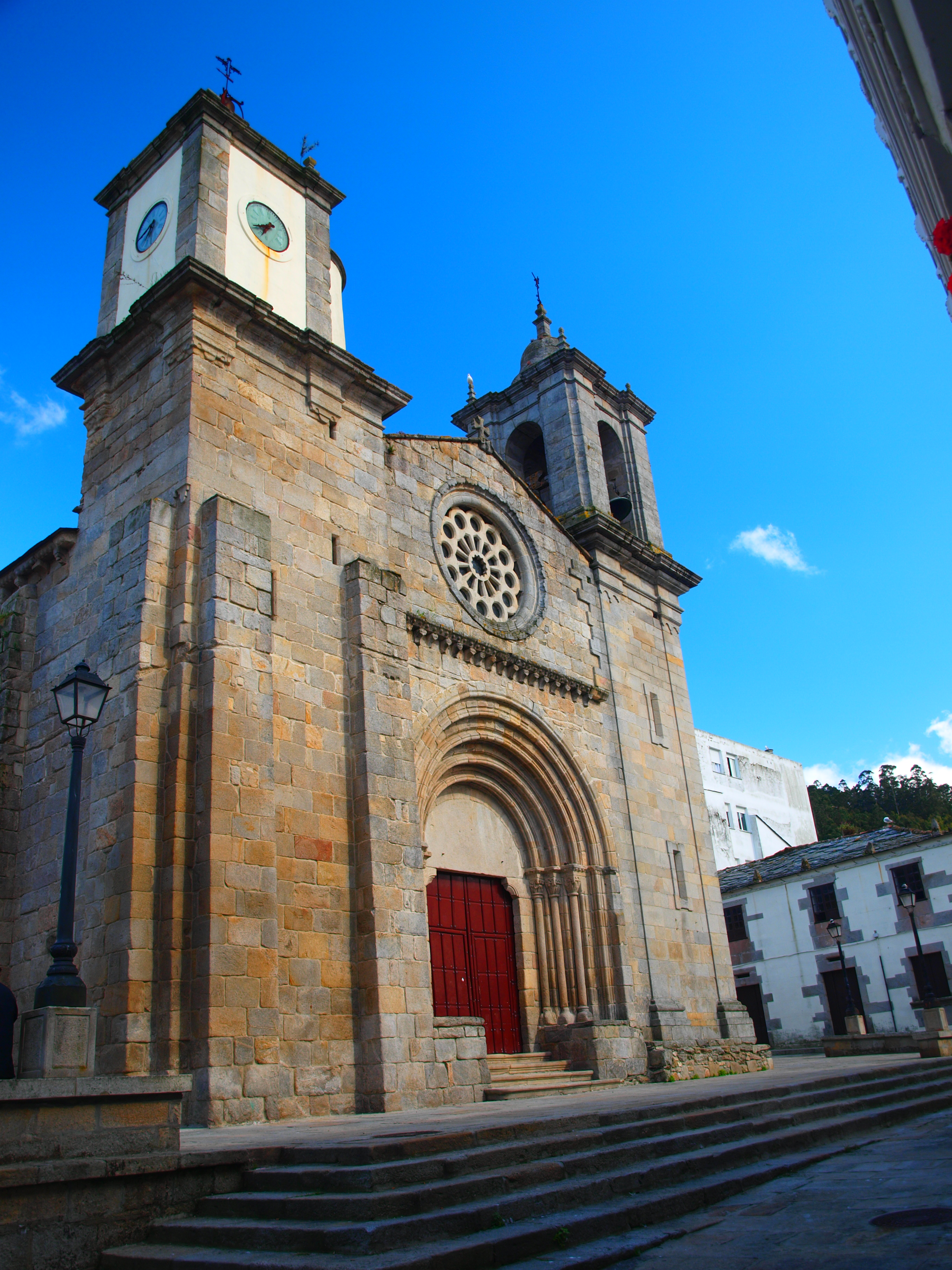
Iglesia de Santa María del Campo

El edificio religioso más antiguo de la ciudad de Vivero es el templo parroquial de Santa María del Campo, situada en la parte más alta del casco histórico, junto al Monasterio de la Concepción. Aunque no se conoce la fecha exacta de su construcción, y los documentos más antiguos hacen referencia a que esta basílica "se remonta a una época antiquísima en su construcción y tan difícil de averiguar que se pierde en la historia de los siglos", se supone que el actual templo data del siglo XII, debido a que el estilo arquitectónico románico es el que está presente en esta construcción. La portada principal de esta iglesia consta de 4 archivoltas semicirculares, apoyadas las interiores sobre tres columnas. Cuatro escalones ofrecen el acceso al templo. Sobre la portada hay un tornalluvias, y encima de él un rosetón. La fachada termina en punta de dos vertientes y está coronada por una cruz. Tiene a sus lados dos torres cuadrangulares, rematadas en forma de campana. En la de la izquierda está situado un reloj y en la de la derecha está situado el campanario, con tres campanas. Esta parroquia posee magníficos ornamentos y orfebrería, entre la que cabe destacar la gran cruz procesional, que data del siglo XVI, una de las más hermosas de Galicia.

#### Iglesia y convento de San Francisco

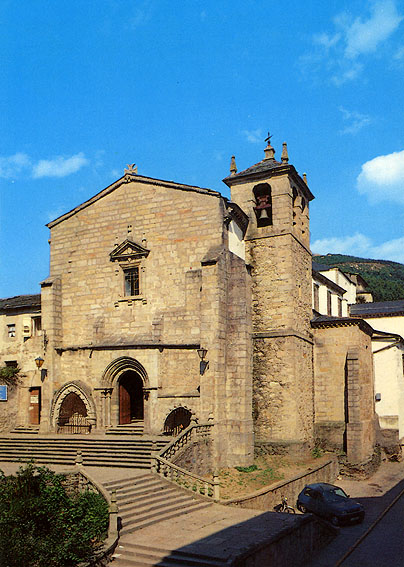
La Iglesia de San Francisco vista desde la avenida de Cervantes

La iglesia del Convento de San Francisco es una construcción del siglo XIV, con nave única. Su construcción la comenzaron los franciscanos en el siglo XIII. De esta época se conservan 3 arcos descubiertos en la reforma de 1945 y una puerta. El ábside es de los más bellos de la provincia. En el interior se puede contemplar un buen retablo renacentista donado y traído por don Juan Dutton y Aguilar desde los Países Bajos; se encuentra en la capilla del baptisterio. Otro retablo a destacar es el de la capilla de la Orden Tercera; es de estilo barroco del siglo XVIII y tiene como imagen principal una Dolorosa. En esta capilla se guardan algunos grupos procesionales. Hay un claustro del siglo XVII.

#### Monasterio de la Concepción
Es un edificio renacentista que está habitado por monjas concepcionistas de clausura. El lugar es conocido como «la gruta de Lourdes» desde que en 1925 se hizo una reproducción a escala de la auténtica gruta francesa. Es un lugar muy recogido y muy visitado por los vivarienses y siempre está lleno de velas encendidas como ofrenda de fieles, además de los numerosos exvotos que allí se cuelgan. A su lado se halla la Calleja de las Monjas, de sabor medieval, que va a desembocar en la puerta de la muralla O Valado, en la parte alta de la ciudad.

#### Capilla de la Misericordia

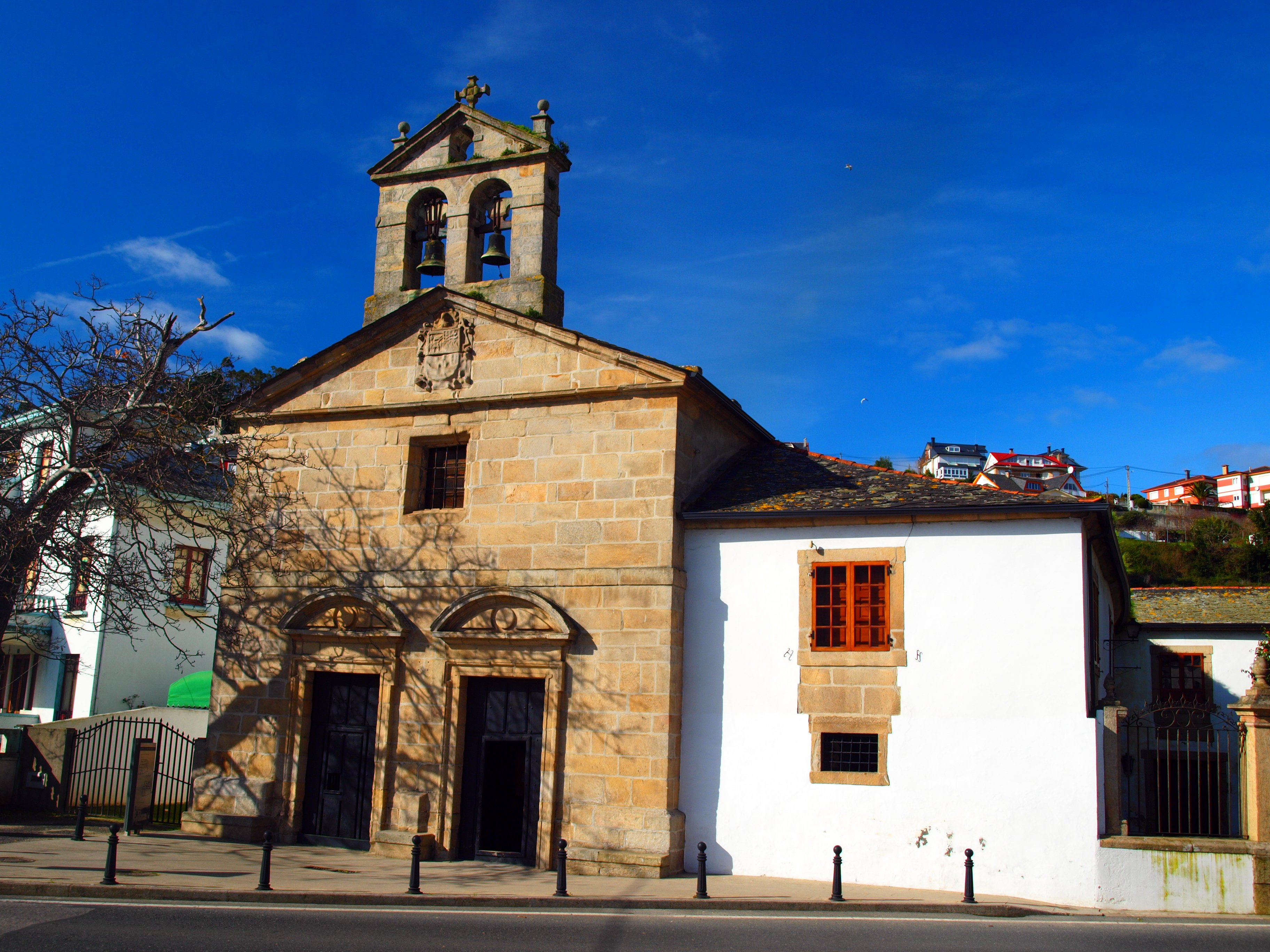
Capilla de la Misericordia

Está retirada del núcleo de la población, al otro lado de la ría, nada más pasar el puente. Pertenece al barrio de la al que da nombre, el de la Misericordia. Fue fundada por el caballero don Rodrigo Alonso Alfeirán en el siglo XVII. Se trata de un edificio perteneciente al estilo renacentista. En su fachada principal se abren dos puertas junto a una ventana, terminando en lo más alto en una espadaña. Su planta está compuesta de una única nave, con bóveda de medio cañón. Una reja en color negro separa la nave del altar, que está cubierta por una cúpula, decorada con frescos del pintor Díaz Valiño con escenas de la beata Constanza.

#### Monasterio de Nuestra Señora de Valdeflores

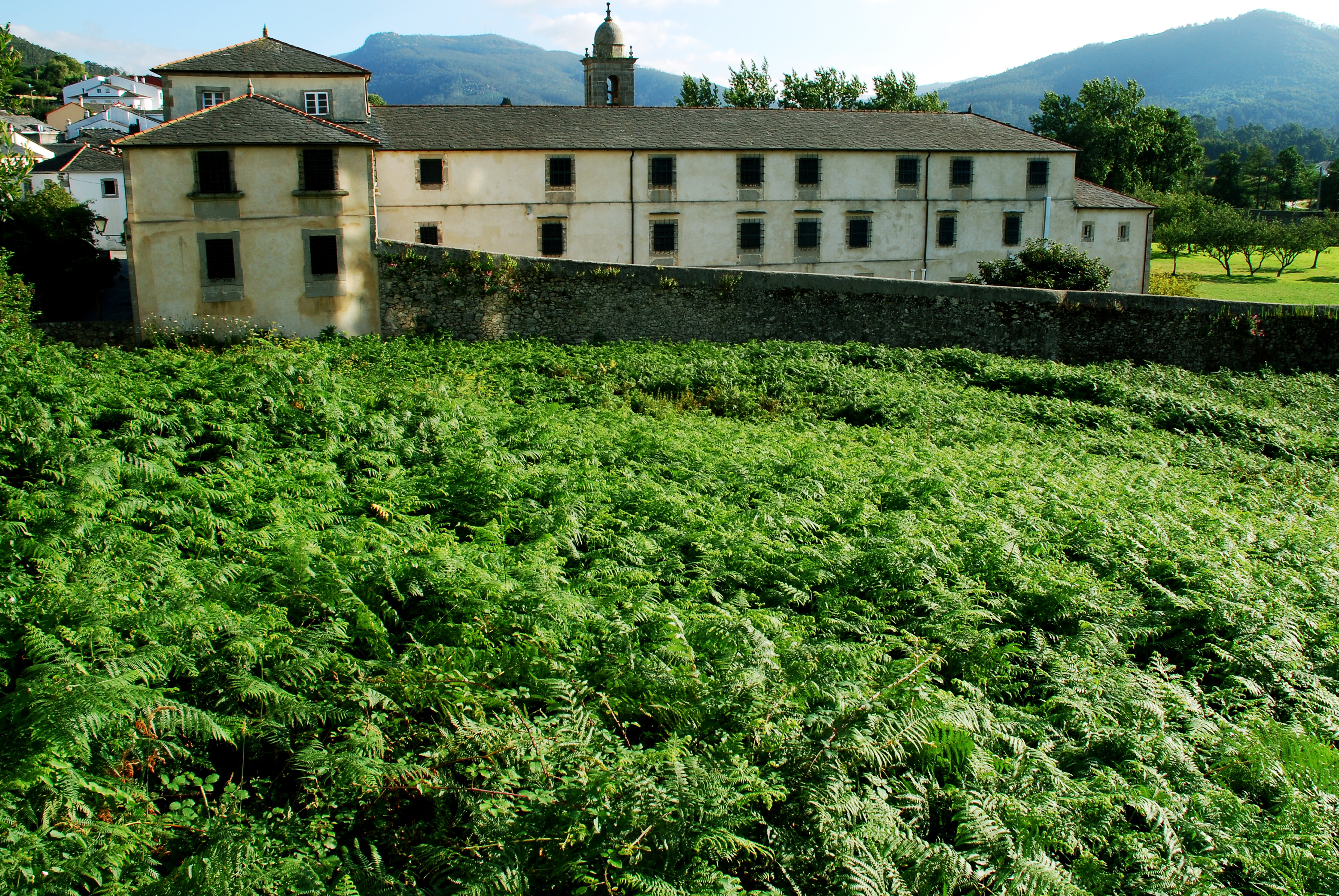
El Monasterio de Nuestra Señora de Valdeflores

El Monasterio de Nuestra Señora de Valdeflores, también conocido como convento de Valdeflores, regido por religiosas dominicas, se encuentra situado a la salida de la villa en dirección a Lugo, en el barrio de Xunqueira. La fundación de este convento se remonta al siglo XV. La iglesia conventual es del siglo XV, de estilo gótico, momento también al que corresponde la delicada talla de la Virgen de Valdeflores, la cual, según cuenta la tradición fue encontrada en los terrenos sobre los que se levanta el monasterio. El edificio conventual es de finales del siglo XVII.

#### Iglesia de San Pedro
La iglesia de San Pedro se localiza en la parroquia de su mismo nombre. Esta iglesia data de finales del siglo XII y presenta un estilo románico de gran pureza. No obstante, su origen se remonta hasta el siglo VI, como lo pone de manifiesto un epígrafe situado en un sillar exterior en el que se hace mención a una restauración del siglo X. Además de su interés arquitectónico, en su interior se guarda una importante colección de tallas.

#### Cruceros
Los cruceros son cruces piedra que están ubicados en atrios de iglesias, cementerios y cruces de caminos constituyendo una de las más características manifestaciones de la arquitectura popular gallega. Son elementos normalmente de origen devocional, aunque no faltan los motivos rogativos, de alabanza o de ofrenda como causas de su construcción. En los cruceros se pueden distinguir varias partes perfectamente diferenciadas: la base es la parte más ornamentada del monumento consistente en una plataforma en la que se apoya la columna o fuste y sobre este el capitel y sobre el capitel el elemento fundamental de cualquier crucero, la cruz. En el municipio hay un total de 103 cruceros distribuidos por sus parroquias.

### Arquitectura civil

#### Puertas de la Muralla

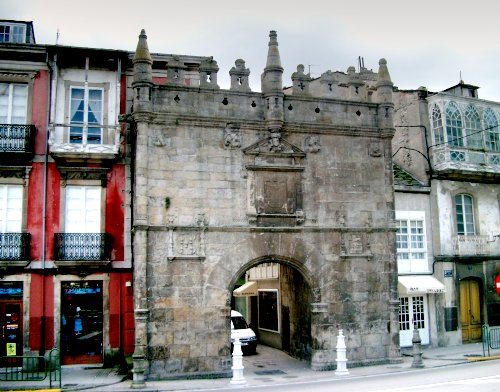
Puerta de Carlos V

Del antiguo recinto amurallado se conservan tres puertas. En la parte alta se encuentran las puertas llamadas O Valado y A Vila (o del Santo Cristo del Amparo). Esta última tiene una hornacina con el Cristo del Amparo. La Puerta de Carlos V está situada frente al puente de la Misericordia sobre la ría, en la parte baja de la ciudad. Es plateresca y fue construida en 1548 como homenaje al emperador Carlos I de España. Está rematada por un conjunto de torrecillas y almenas. Cobija la imagen de San Roque, patrono de la ciudad. En su fachada puede verse el busto del Emperador así como los blasones del Reino de Galicia y de la villa. Por la puerta de Carlos V se accede al casco viejo de Vivero, encontrando en primer lugar la plaza Mayor.

#### Puente de la Misericordia
Se comenzó la construcción de este puente en el siglo XV, durante el reinado de Enrique IV de Castilla y se concluyó un siglo más tarde. Hubo muchas transformaciones posteriores cada una de ellas para adaptarlo a las nuevas necesidades. Tenía en principio 12 arcos, el primero y el último de medio punto y ojivales los diez restantes, para dar mayor convexidad a la calzada. De estos 12 arcos se conservan 9. Fue construido sobre un puente anterior romano. Atraviesa la ría de Vivero y enlaza el viejo burgo con los barrios de la Misericordia y Covas, más el nuevo y populoso barrio de Cantarrana.

#### Casa de los Leones
La Casa de los Leones se sitúa en el centro del casco viejo. Se trata de un antiguo pazo del siglo XVII, del cual únicamente se conserva la fachada principal. Esta fachada es de estilo renacentista tardío, la cual destaca por sus líneas, y por el escudo heráldico ubicado sobre la puerta, flanqueado por dos leones que dan nombre a esta casa.

#### Plaza Mayor
Allí se encuentra el Ayuntamiento de Vivero que tiene una baranda de piedra y en el centro un reloj de sol. Hay también algunos buenos edificios de piedra, del siglo XVII. En el centro está la estatua hecha de hierro fundido en honor del ilustre vivariense Nicomedes Pastor Díaz.
La idea de erigir un monumento en su honor nació del historiador gallego Manuel Murguía, construyéndose en el año 1889 la comisión gestora para erigir la estatua, colocándose la primera piedra el 16 de junio de 1890 y procediendo a su inauguración el 26 de septiembre de 1891.
La estatua es de hierro recubierta con una capa de bronce midiendo 2,80 metros. Fue moldeada por el escultor catalán José Campeny Santamaría y fundida en los talleres de Alejandro Wolgüemoutch, de Barcelona. Representa a Pastor Díaz de pie, vestido de levita, en actitud noble. En la mano derecha lleva una pluma y en la izquierda, que descansa sobre el corazón, un rollo de papeles.

#### Colegio de la Natividad
Ubicado en la calle de María Sarmiento (a la que se accede por la puerta de Carlos V). Fue fundado en el siglo XVII en cumplimiento del testamento dejado por doña María Sarmiento Ribadeneira, primera esposa de Gómez Pérez das Mariñas, como institución seglar de la enseñanza para el estudio de la gramática. Doña María Sarmiento fue una ilustre dama, acomodada y con bastante dinero que donó su herencia para crear este colegio que se llamó “Colegio Insigne”. Fue una de las primeras instituciones seglares de esta época. Se conserva la casa y en ella el escudo de la familia de la fundadora, más una placa conmemorativa.

## Economía

### Empresas
La gran mayoría de empresas radicadas en Vivero, son pequeñas y medianas empresas, que representan la práctica totalidad de las empresas del municipio. En términos globales en 2010 hay contablilizadas 289 empresas unipersonales, 172 de tres a diez trabajadores, de 10 a 50 trabajadores hay 17 y de más de 50 trabajadores solamente hay dos. Este entramado empresarial está muy variable debido a la crisis económica por la que está pasando España en los últimos años, que conlleva que muchas empresas estén desapareciendo.

### Empleo
El número de parados en enero de 2011 ascendía a 1.314 trabajadores, de los cuales 549 eran hombres y 765 mujeres. La actividad económica del ayuntamiento de Vivero se encuentra concentrada en los siguientes sectores.

### Sector primario

#### Actividad pesquera
En el sector primario, el subsector pesquero es una de los más significativas, debido a que en Vivero se ubica uno de los puertos más importantes del Mar Cantábrico, el Puerto de Cillero. Cillero es uno de los más importantes puertos por volumen de capturas, en el que se desembarcan una media de 40 toneladas diarias. Dentro de esta actividad destaca la empresa gestora de las actividades portuarias y pesqueras, Puerto de Celeiro.

#### Agricultura y silvicultura
También tiene cierta importancia la actividad relacionada con la silvicultura, con varias empresas de procesado de madera. La actividad agropecuaria, sin embargo, ha descendido dentro del término municipal, en parte debido al minifundismo de las propiedades rústicas y al carácter familiar de estas explotaciones agrarias.

#### Minería
En Vivero tuvo gran importancia la actividad minera, con la presencia de una mina de hierro situada en la parroquia de Vieiro, conocida como la Mina de la Silvarosa. La actividad minera duró desde 1899 hasta los años 1960. Desde aquella, actividad minera en el municipio quedó relegada a la extracción de migmatita para su empleo como árido, en una mina situada en el límite municipal con Jove.

### Sector secundario

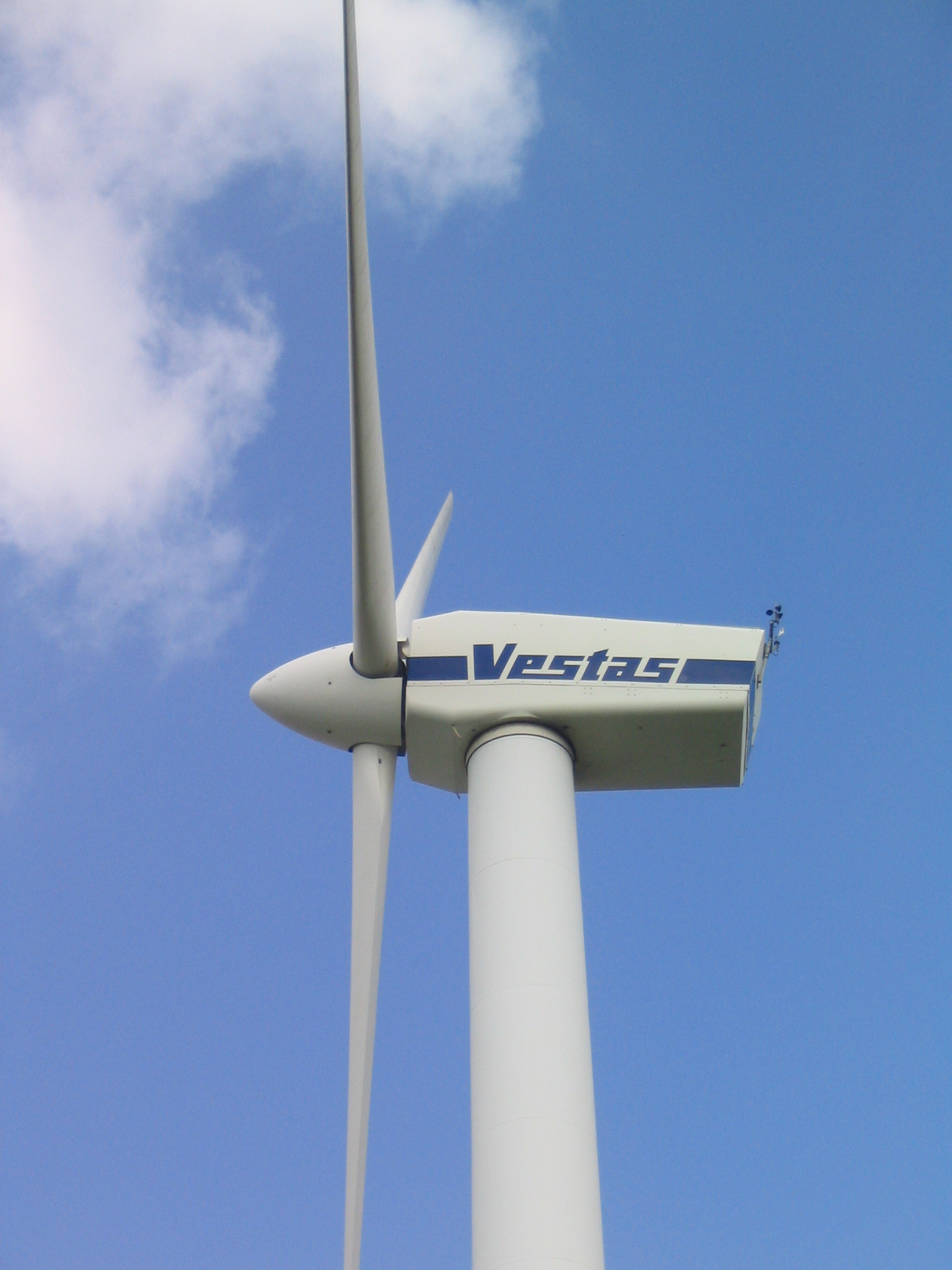
Una de las principales empresas del sector secundario en Vivero es Vestas, que se dedica a la fabricación de aerogeneradores

En el sector secundario Vivero cuenta con 229 empresas del sector industrial y de la construcción, donde cabe destacar la actividad de la empresa danesa Vestas Wind Systems A/S, que se dedica a la fabricación de aerogeneradores para los parques eólicos. También existe una importante actividad relacionada con las actividades marítimas, así como astilleros o empresas conserveras.
| Sector industrial             | Empresas |
| Energía y agua                | 9        |
| Extracción minería y químicas | 7        |
| Industria metalúrgica         | 26       |
| Industria manufacturera       | 50       |
| Construcción                  | 137      |
| Total                         | 229      |

### Sector terciario

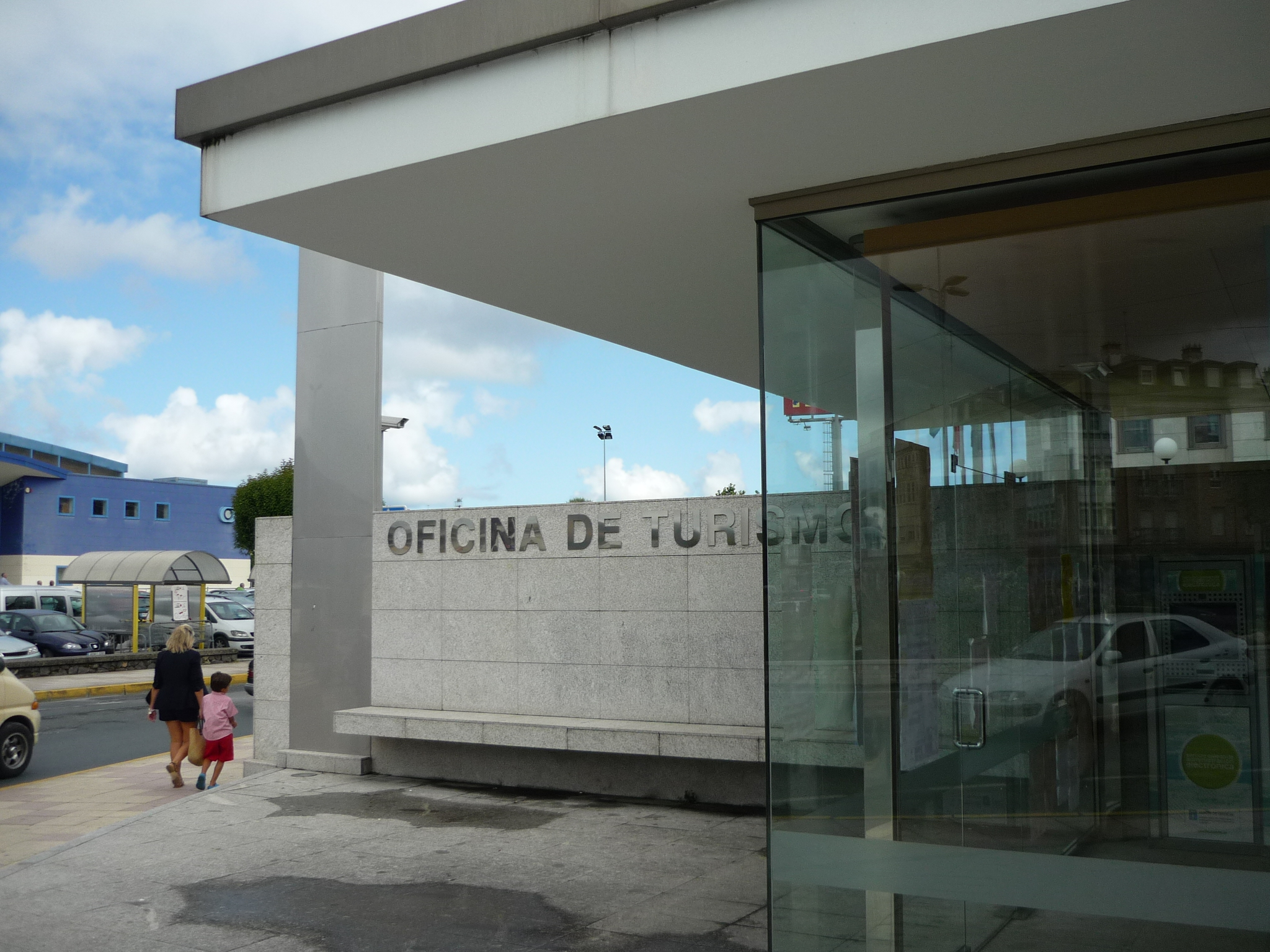
Oficina de turismo de Vivero

El más destacado de los sectores económicos en Vivero es el sector terciario. La tradicional situación de centro de relaciones comerciales de la comarca hace que exista una nutrida actividad del sector servicios en el ayuntamiento. Esto se ha potenciado en los últimos años gracias al auge de la actividad turística.
| Sector comercial                                     | Empresas |
| Oficinas bancarias. Bancos (7), Cajas de ahorros (6) | 13       |
| Empresas comerciales mayoristas                      | 67       |
| Empresas comerciales minoristas                      | 434      |
| Hipermercados                                        | 1        |
| Supermercados                                        | 13       |
| Bares y restaurantes                                 | 188      |

### Turismo
La mayor parte de visitantes de la ciudad son familias que disponen de una segunda residencia u otras que alquilan pisos, chalets o apartamentos para pasar sus vacaciones en esta ciudad, puesto que existe una amplia oferta en este tipo de alojamiento turístico residencial. Por otra parte, para atender la demanda turística que se produce principalmente en verano existen en la zona una red de establecimientos hoteleros y de restauración así como de alojamientos rurales que cubren la demanda. De la red de hoteles existentes en 2011 hay contabilizados tres hoteles de cuatro estrellas, dos de tres estrellas, cuatro de dos estrellas y cuatro de una estrella.

## Cultura

### Asociaciones
Vivero cuenta con un gran tejido asociativo, donde conviven asociaciones y colectivos de toda índole permitiendo que los ciudadanos puedan participar activamente en los diferentes eventos deportivos, culturales que se celebran a lo largo de todo el año. Existen asociaciones culturales, deportivas, de amas de casa, religiosas, vecinales, educativas, juveniles y otras. Como asociaciones eminentemente culturales figuran registrada en el Ayuntamiento, entre otras de menor entidad, las siguientes:
- Seminario de Estudios Terra de Viveiro: esta asociación se fundó el verano de 1994, gracias a la iniciativa de un grupo de personas comprometidas con su pueblo con el deseo de que fuese una entidad cívico-democrática que dinamizara la actividad cultural de Terra de Viveiro.[136]

- Asociación Galego-Cubana Xulio Trigo:esta asociación se creó para honrar la memoria de Julio Trigo López hijo de padres gallegos, que murió en Santiago de Cuba en el asalto al cuartel de Moncada en 1953.[137]

### Gastronomía

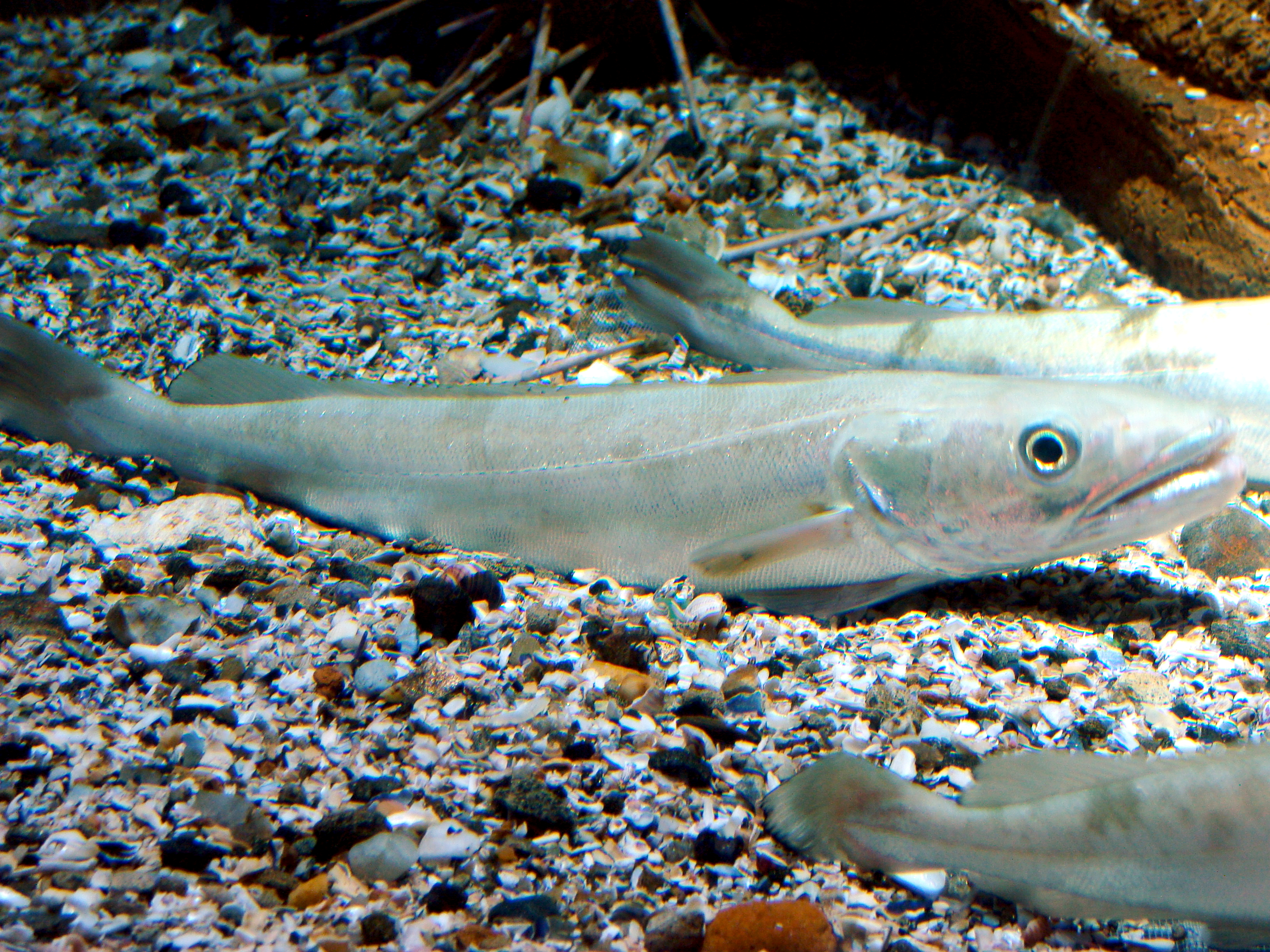
La merluza es el pescado más importante de la gastronomía vivariense

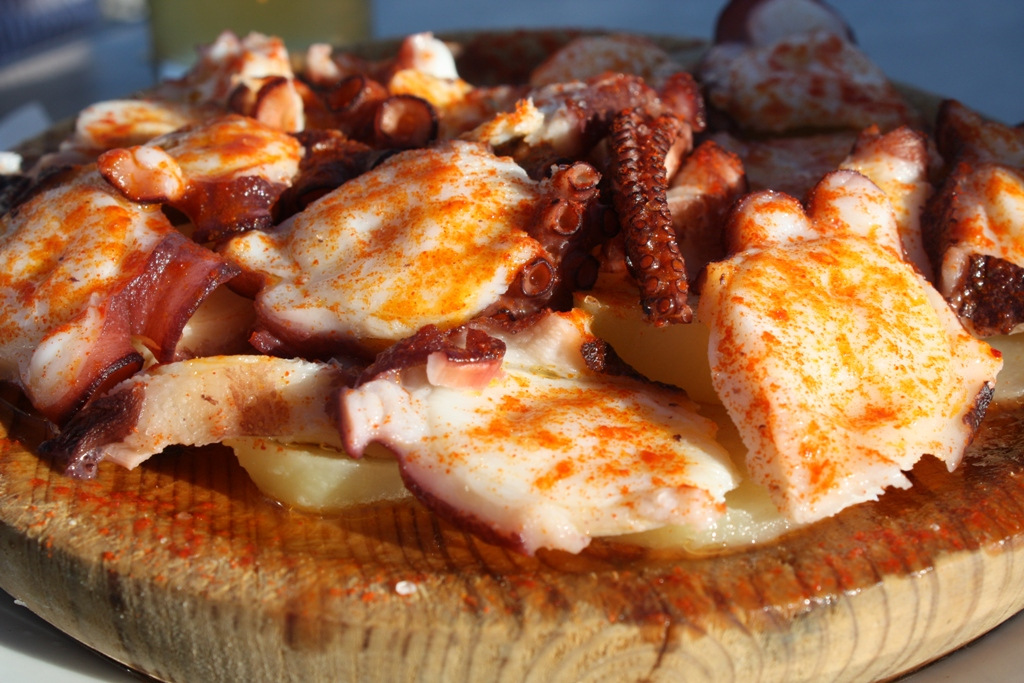
El pulpo «á feira» o «a la gallega»

En Vivero, al igual que en Galicia, la tradición gastronómica es de gran relevancia y variedad, al ser uno de los aspectos de mayor calado en la sociedad y la cultura gallegas. Asimismo, como en el resto de Galicia, se realizan celebraciones gastronómicas, la mayoría de las cuales tienen lugar durante los meses de primavera, verano y otoño. Aunque se celebran exaltaciones de diversos productos gastronómicos galaicos, el alimento que toma especial relevancia es la merluza, especie cuya captura se realiza mediante métodos tradicionales, y que tiene gran reconocimiento culinario.
Las comidas tradicionales en Vivero están basadas principalmente en la gastronomía de Galicia, abundando la presencia de las carnes, pescados, mariscos y verduras, siendo característicos de su cocina los platos abundantes y de gran contenido calórico, sobre todo en los meses de invierno, pero libres de grasas complejas y saturadas, lo que ha hecho que se venga defendiendo la denominada «dieta atlántica» como óptima para la salud cardiovascular, lo que parece estar avalado por el bajo índice de incidencia que tradicionalmente han tenido estas enfermedades en la población gallega y su longevidad, sobre todo en los entornos rurales, que destaca en el conjunto de España e incluso de Europa occidental.
Alguno de los platos de mayor importancia y consumo son:
- Las empanadas y pastelones (de pan las primeras, de hojaldre las segundas). Las más tradicionales son las de berberechos, sardinas y reo.
- El marisco.
- Navajas con arroz o navajas al lambe es otro plato tradicional.
- Bonito en rollo.
- Pastelón de marisco.
- Dulces y tartas de las monjas de Valdeflores.
- Tarta de almendra, parecida a la de Santiago, pero con un estilo especial de Vivero.

### Instalaciones culturales

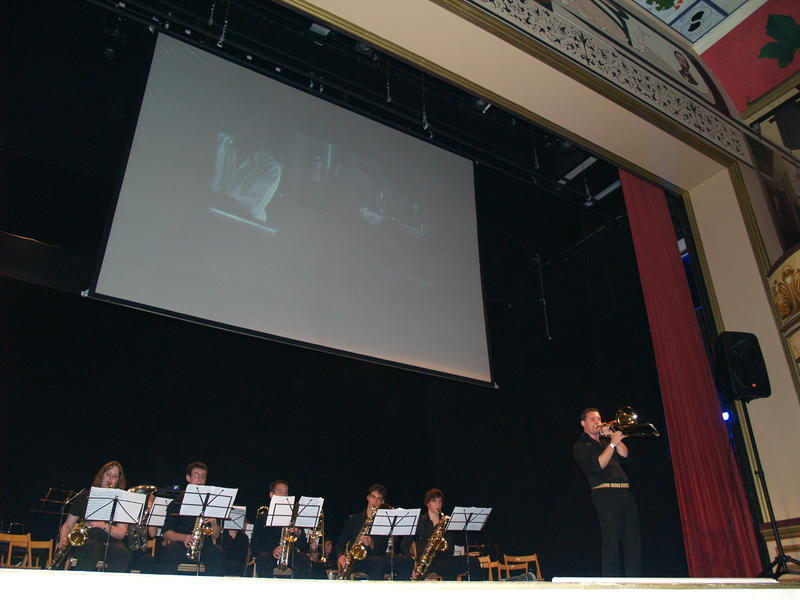
Concierto de la LittleBand en el Teatro Pastor Díaz

#### Biblioteca pública municipal
La biblioteca municipal está situada en la calle Alonso Pérez s/n, en 2010, cuenta con un depósito de 12 000 libros aproximadamente. Presta los siguientes servicios: préstamo a domicilio, participación en actividades culturales de fomento de la lectura, concursos de letras galegas y concurso de Navidad. Está previsto que sea dinamizada por una Junta local cuyos componentes estén relacionados con la educación y cultura local.

#### Teatro Pastor Díaz
El Teatro Pastor Díaz se encuentra situado en la calle Constanza de Castro, siendo el más antiguo y el único que existe en la localidad. Su construcción data del siglo XIX.

### Eventos culturales
La programación teatral está organizada por la Consejería de Cultura de Galicia y patrocinada por el Ayuntamiento de Vivero y la Red gallega de teatros y auditorios, a través de la Agencia Gallega de Industrias Culturales.

### Idiomas

Hablantes del gallego como primera lengua según los censos de población y vivienda del Instituto Gallego de Estadística

En Vivero, se emplea tanto el español como el gallego, las cuales conviven como lenguas cooficiales. Su uso como tal está garantizado por el artículo 3.2. de la Constitución Española, y el artículo 5 del Estatuto de Autonomía de Galicia.
La presencia del gallego en Vivero es menor que el promedio municipal de la provincia de Lugo, siendo la diferencia del número de personas que declaran utilizar siempre el gallego de 14 puntos porcentuales. Sin embargo, en Vivero hay una presencia ligeramente mayor del número que personas que afirman hablar siempre gallego, con respecto a la media de Galicia, existiendo una diferencia de 4 puntos porcentuales.
|                   | Total     | Siempre   | Siempre | A veces | A veces | Nunca   | Nunca   |
| ----------------- | --------- | --------- | ------- | ------- | ------- | ------- | ------- |
| Galicia           | 2 587 407 | 1 470 836 | 56,85 % | 783 780 | 30,29 % | 332 791 | 12,86 % |
| Provincia de Lugo | 345 135   | 258 437   | 74,89 % | 61 526  | 17,82 % | 25 172  | 7,29 %  |
| Vivero            | 14 593    | 8872      | 60,79 % | 3828    | 26,24 % | 1893    | 12,97 % |

Los datos de 2011 del uso de la lengua gallega dan para Galicia unas cifras diez puntos porcentuales por debajo de las cifras de 2001 (siempre: 44 %; a veces: 45 %; nunca: 11 %).

### Música
- Conservatorio de música
- Banda municipal de música
- Escuela de gaitas cacharela de Covas
- Asociación banda de música o Landro de Viveiro
- Asociación amigos de música de A Mariña
- Asociación cultural y folklórica Bágoas da Terra de Viveiro
- Asociación cultural Banda Naval de Viveiro

### Medios de comunicación

#### Prensa impresa
En Vivero pueden adquirirse los periódicos nacionales, regionales y provinciales de mayor difusión. Los periódicos regionales y provinciales tienen una corresponsalía para la comarca de la Mariña. Los periódicos de información general más vendidos en Vivero son los nacionales ABC, El Mundo y El País, el regional La Voz de Galicia y el provincial El Progreso de Lugo. A nivel local se edita El Heraldo de Vivero, cuyo primer número apareció el 17 de febrero de 1912. Durante la guerra civil española dejó publicarse en el año 1937, aunque volvió a publicarse de 1963 a 1966. En 1968 volvió a publicarse con periodicidad semanal.

#### Radio
Aparte de las cadenas nacionales; Cadena Ser, Cope, Onda Cero y Radio Nacional de España (RNE) y autonómicas, Radio Galega, hay una emisora de ámbito comarcal Ser Mariña, con sede en Vivero, que está asociada a la Cadena Ser, donde además de emitir la programación nacional y regional de dicha cadena, recoge noticias y anuncios de ámbito local y comarcal.

#### Internet
El Ayuntamiento disopone de una página web por la cual comunica a los vecinos las noticias de carácter institucional que pueden afectar a los habitantes de Vivero.

### Fiestas

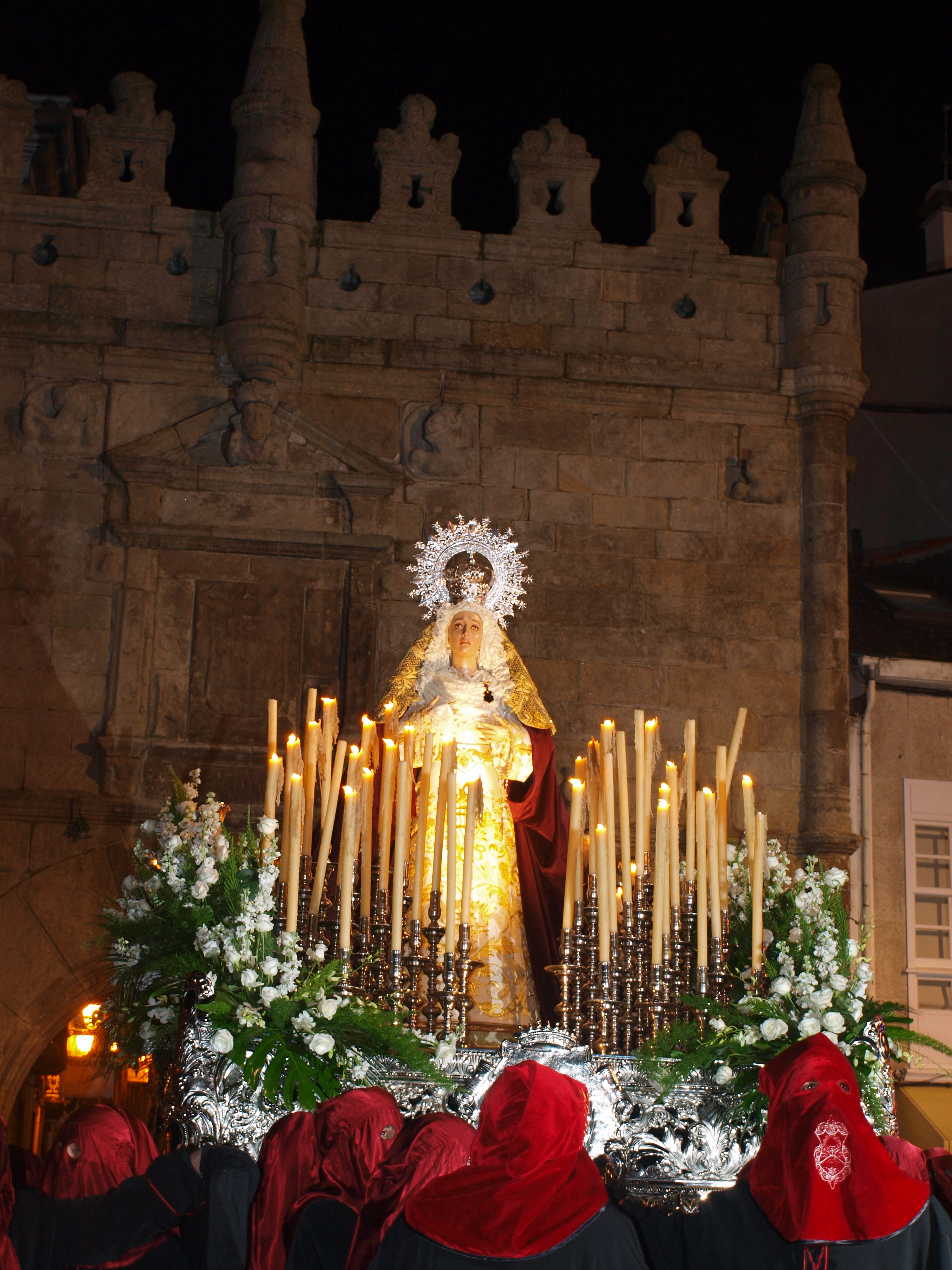
La «Virgen de la Clemencia», en la Procesión Penitencial de la Redención

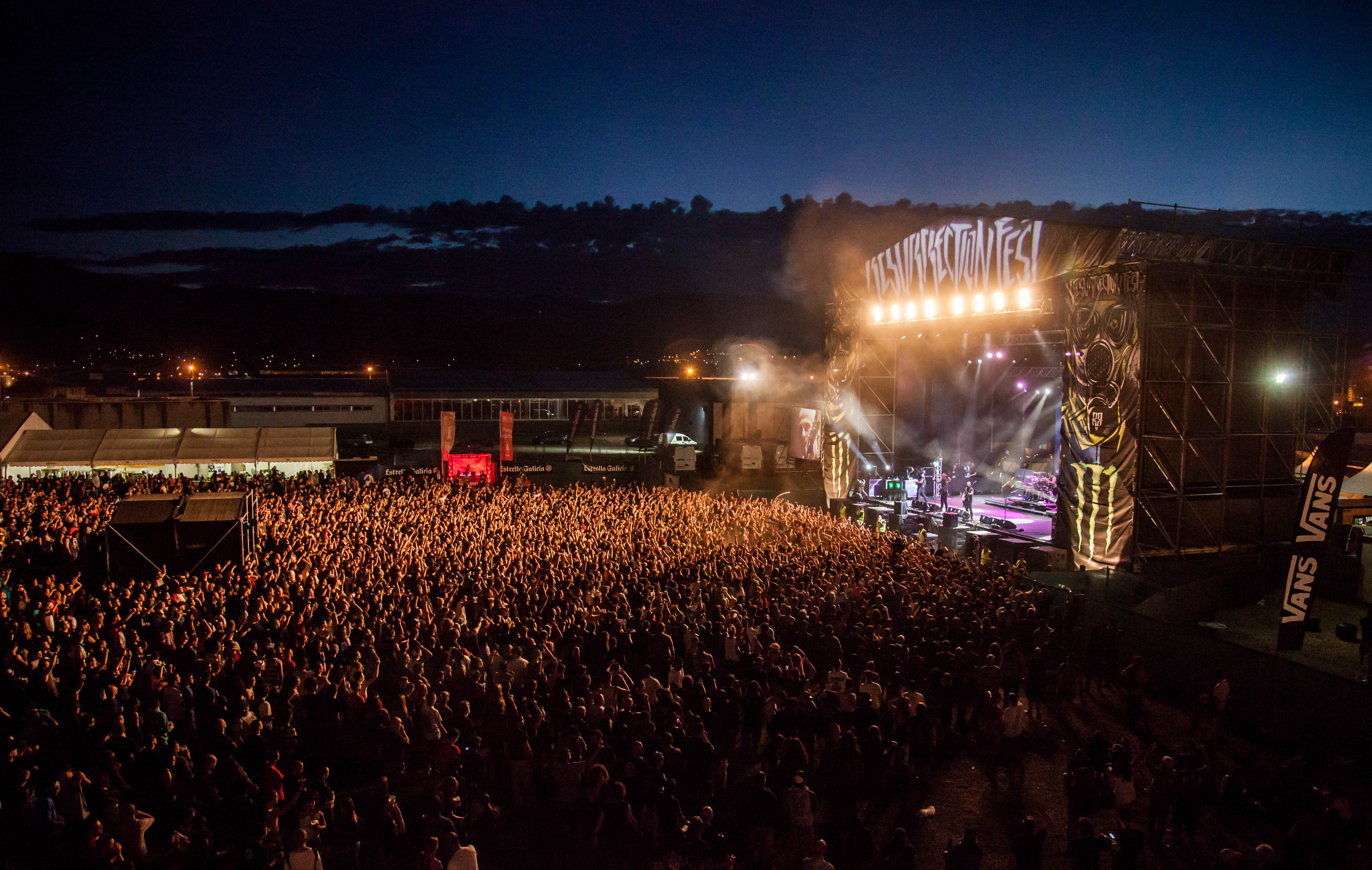
Concierto de Trivium en el Resurrection Fest de 2013

En la ciudad de Vivero se celebran distintas festividades a lo largo del año:

#### Fiestas de Interés Turístico Internacional
- La Semana Santa de Vivero está considerada desde 2013 como fiesta de Interés Turístico Internacional.[148] Se celebra en primavera.

#### Fiestas de Interés Turístico Nacional
- La Rapa das Bestas de Candaoso, también de Interés Turístico Nacional, se celebra el primer domingo de julio. Es una de las conocidas como rapa das bestas, festividad propia de Galicia.
- La Romería de Naseiro también de Interés Turístico Nacional, se celebra en el valle de Naseiro, teniendo lugar en torno al cuarto domingo de agosto, con una duración de cinco días.

#### Resurrection Fest
- A principios del mes de julio tiene lugar el Resurrection Fest, festival de música hardcore-punk y metal que se celebra en la ciudad desde el año 2006.[149] A día de hoy es uno de los eventos de mayor proyección internacional de la ciudad con asistentes de todo el mundo[150] y ha conseguido convertirse en uno de los festivales más importantes de España en su género por su especialización en la música extrema. En la edición de 2013 consiguió congregar a 33.000 asistentes,[151] generando un impacto socioeconómico de 3.3 millones de euros en la comarca[152] y convirtiendo la semana de su celebración en una de las más importantes del año.

#### Otras festividades
- El Carnaval de Vivero también tiene tradición con el entierro de la sardina. Hay un desfile con gente vestida de blanco con turbante y la cara pintada de negro.
- El 25 de julio se celebra la festividad de Santiago Apóstol. Desde el puerto de Cillero y la ría de Vivero salen las embarcaciones engalanadas para formar una procesión por mar.
- Fiestas patronales de Nuestra Señora (15 de agosto) y de San Roque (16 de agosto, patrono de la ciudad).En la festividad de San Roque, es costumbre entre los vivarienses y de los veraneantes subir a pie al monte.

### Deporte
La ciudad cuenta con un pabellón polideportivo, un estadio de fútbol y una piscina municipal.

#### Asociaciones deportivas
En el Ayuntamiento existen registradas y federadas las siguientes asociaciones deportivas:

#### Balonmano
En la localidad está afincado el Club Balonmano Viveiro, fundado en el año 1986, que juega en categoría Territorial de balonmano. Esta asociación promueve el deporte base, mediante su propia cantera de categorías inferiores, conocida como la «Escuela Municipal de Balonmano». Esta cantera nació paralela al Club, fomentando la participación y promoción del balonmano en la localidad de Vivero, en una provincia donde este deporte no goza de gran popularidad, en comparación con otras provincias colindantes. Sus partidos se juegan en el pabellón polideportivo de Vivero.

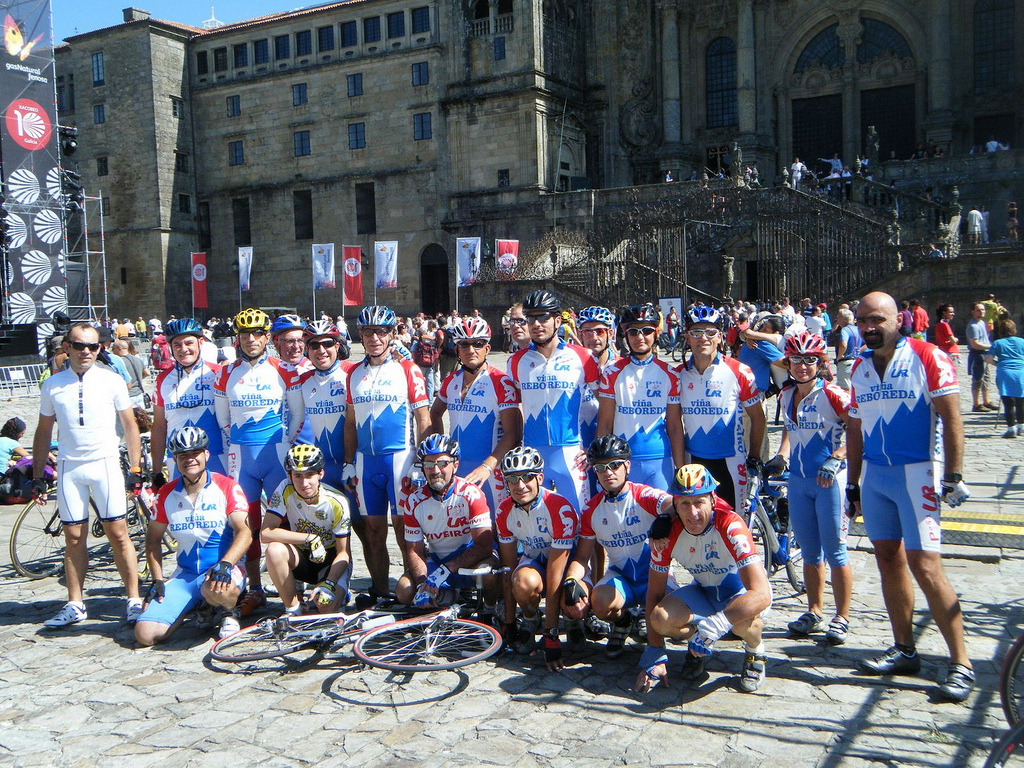
Peña ciclista LAR Viveiro. 2010. Marcha a Santiago de Compostela

#### Ciclismo
Peña ciclista Lar Viveiro: esta peña fue fundada en 1986, en 2011 cuenta con 15 ciclistas federados y unos 40 socios. Su actividad se centra en participar en las marchas cicloturistas de la zona, competiciones de bicicleta todo terreno (BTT) y marchas de toda España como la Marcha cicloturista Quebrantahuesos, o los 10000 del Soplao. En verano organiza la Xira cicloturista concello de Viveiro que es una marcha de carretera.:

#### Fútbol
La ciudad de Vivero tiene un equipo de fútbol llamado Viveiro Club de Fútbol. Juega sus partidos como local en el campo municipal de Cantarrana, ubicado cerca de la playa de Covas. Fue fundado en el año 1927. Actualmente milita en la tercera división española (2020/2021).

#### Fútbol sala
En la ciudad existe un equipo de fútbol sala llamado Puerto Celeiro Viveiro, fundado en 1988, en la vecina localidad de Burela por los hermanos Gómez Otero (Manolo y Quico) bajo el mecenazgo de su empresa de fisioterapia (Cefire). Luego de su ascenso a división de honor tuvo que trasladarse a la ciudad de Vivero porque el estadio de Burela no tenía la capacidad mínima exigida por la Liga Nacional de fútbol sala. El club se mantuvo una temporada en división de honor, pero se afincaría definitivamente en Vivero. Actualmente juega en Primera Nacional "B".

#### Gimnasia rítmica
El pueblo cuenta con el Club Ximnasia Viveiro, que cuenta con casi un centenar de niñas de entre 3 y 17 años. Tiene además gimnastas en diferentes niveles.

## Localidades hermanadas
El hermanamiento de ciudades fue una idea europea que surgió tras la Segunda Guerra Mundial. Los hermanamientos se hacen desde entonces entre ciudades o pueblos de diferentes países del mundo o, incluso, entre regiones de un mismo país con el fin de estrechar lazos y llegar a una mejor comprensión de otras naciones con la idea de evitar así nuevos conflictos bélicos en el futuro. Concretamente, Vivero está hermanada con las siguientes ciudades:
- Lannion, Francia[157]
- La Habana Vieja, Cuba[158]